# 1995
| [ Edytuj tabelę ]                                                  | |
| Prezydent Polski                                                   | - 1990 Lech Wałęsa 1995 - 1995 Aleksander Kwaśniewski 2005                                                                                    |
| Premier Polski                                                     | - 1993 Waldemar Pawlak 1995 - 1995 Józef Oleksy 1996                                                                                          |
| Prezydent Abchazji                                                 | - 1994 Władisław Ardzinba 2005 |
| Premier Abchazji                                                   | - 1995 Gennadi Gagulia 1997 |
| Prezydent Afganistanu                                              | - 1992 Burhanuddin Rabbani 1996 |
| Premier Afganistanu                                                | - 1994 Arsala Rahmani 1995 - 1995 Ahmad Szah Ahmadzaj 1996                                                                                    |
| Prezydent Albanii                                                  | - 1992 Sali Berisha 1997 |
| Premier Albanii                                                    | - 1992 Aleksandër Meksi 1997 |
| Prezydent Algierii                                                 | - 1994 Liamine Zéroual 1999 |
| Premier Algierii                                                   | - 1994 Mokdad Sifi 1995 - 1995 Ahmad Ujahja 1998                                                                                              |
| Współksiążęta Andory                                               | - 1971 Joan Martí i Alanís 2003 - 1981 François Mitterrand 1995 - 1995 Jacques Chirac 2007                                                    |
| Premier Andory                                                     | - 1994 Marc Forné Molné 2005 |
| Prezydent Angoli                                                   | - 1979 José Eduardo dos Santos 2017 |
| Premier Angoli                                                     | - 1992 Marcolino Moco 1996 |
| Premier Antigui i Barbudy                                          | - 1994 Lester Bird 2004 |
| Król Arabii Saudyjskiej                                            | - 1982 Fahd ibn Abd al-Aziz Al Su’ud 2005 |
| Prezydent Argentyny                                                | - 1989 Carlos Saúl Menem 1999 |
| Prezydent Armenii                                                  | - 1991 Lewon Ter-Petrosjan 1998 |
| Premier Armenii                                                    | - 1993 Hrant Bagratian 1996 |
| Premier Australii                                                  | - 1991 Paul Keating 1996 |
| Prezydent Austrii                                                  | - 1992 Thomas Klestil 2004 |
| Kanclerz Austrii                                                   | - 1986 Franz Vranitzky 1997 |
| Prezydent Azerbejdżanu                                             | - 1993 Heydər Əliyev 2003 |
| Premier Azerbejdżanu                                               | - 1994 Fuad Quliyev 1996 |
| Premier Bahamów                                                    | - 1992 Hubert Ingraham 2002 |
| Emir Bahrajnu                                                      | - 1971 Isa ibn Salman Al Chalifa 1999 |
| Premier Bahrajnu                                                   | - 1970 Chalifa ibn Salman Al Chalifa 2020 |
| Prezydent Bangladeszu                                              | - 1991 Abdur Rahman Biswas 1996 |
| Premier Bangladeszu                                                | - 1991 Chaleda Zia 1996 |
| Premier Barbadosu                                                  | - 1994 Owen Arthur 2008 |
| Król Belgów                                                        | - 1993 Albert II 2013 |
| Premier Belgii                                                     | - 1992 Jean-Luc Dehaene 1999 |
| Premier Belize                                                     | - 1993 Manuel Esquivel 1998 |
| Prezydent Beninu                                                   | - 1991 Nicéphore Soglo 1996 |
| Król Bhutanu                                                       | - 1972 Jigme Singye Wangchuck 2006 |
| Premier Bhutanu                                                    | - 1964 urząd zniesiony 1998 |
| Prezydent Białorusi                                                | - 1994 Alaksandr Łukaszenka |
| Premier Białorusi                                                  | - 1994 Michaił Czyhir 1996 |
| Prezydent Boliwii                                                  | - 1993 Gonzalo Sánchez de Lozada 1997 |
| Prezydent Bośni i Hercegowiny                                      | - 1992 Alija Izetbegović 1996 |
| Premier Bośni i Hercegowiny                                        | - 1993 Haris Silajdžić 1996 |
| Prezydent Botswany                                                 | - 1980 Quett Masire 1998 |
| Prezydent Brazylii                                                 | - 1992 Fernando Henrique Cardoso 2003 |
| Sułtan Brunei                                                      | - 1967 Hassanal Bolkiah |
| Prezydent Bułgarii                                                 | - 1990 Żelu Żelew 1997 |
| Premier Bułgarii                                                   | - 1994 Reneta Indżowa 1995 - 1995 Żan Widenow 1997                                                                                            |
| Prezydent Burkiny Faso                                             | - 1987 Blaise Compaoré 2014 |
| Premier Burkiny Faso                                               | - 1994 Roch Marc Christian Kaboré 1996 |
| Prezydent Burundi                                                  | - 1994 Sylvestre Ntibantunganya 1996 |
| Premier Burundi                                                    | - 1994 Anatole Kanyenkiko 1995 - 1995 Antoine Nduwayo 1996                                                                                    |
| Prezydent Chile                                                    | - 1994 Eduardo Frei 2000 |
| Przewodniczący ChRL                                                | - 1993 Jiang Zemin 2003 |
| Premier Chin                                                       | - 1987 Li Peng 1998 |
| Prezydent Chorwacji                                                | - 1991 Franjo Tuđman 1999 |
| Premier Chorwacji                                                  | - 1993 Nikica Valentić 1995 - 1995 Zlatko Mateša 2000                                                                                         |
| Prezydent Cypru                                                    | - 1993 Glafkos Kliridis 2003 |
| Prezydent Cypru Północnego                                         | - 1983 Rauf Denktaş 2005 |
| Prezydent Czadu                                                    | - 1990 Idriss Déby 2021 |
| Premier Czadu                                                      | - 1993 Delwa Kassiré Koumakoye 1995 - 1995 Koibla Djimasta 1997                                                                               |
| Prezydent Czech                                                    | - 1993 Václav Havel 2003 |
| Premier Czech                                                      | - 1993 Václav Klaus 1997 |
| Król Danii                                                         | - 1972 Małgorzata II 2024 |
| Premier Danii                                                      | - 1993 Poul Nyrup Rasmussen 2001 |
| Dalajlama                                                          | - 1940 Tenzin Gjaco |
| Prezydent Dominikany                                               | - 1986 Joaquín Balaguer 1996 |
| Prezydent Dominiki                                                 | - 1993 Crispin Sorhaindo 1998 |
| Premier Dominiki                                                   | - 1980 Eugenia Charles 1995 - 1995 Edison James 2000                                                                                          |
| Prezydent Dżibuti                                                  | - 1977 Hasan Guled Aptidon 1999 |
| Premier Dżibuti                                                    | - 1978 Barkat Gourad Hamadou 2001 |
| Prezydent Egiptu                                                   | - 1981 Husni Mubarak 2011 |
| Premier Egiptu                                                     | - 1986 Atif Sidki 1996 |
| Prezydent Ekwadoru                                                 | - 1992 Sixto Durán Ballén 1996 |
| Prezydent Erytrei                                                  | - 1993 Isajas Afewerki |
| Prezydent Estonii                                                  | - 1992 Lennart Meri 2001 |
| Premier Estonii                                                    | - 1994 Andres Tarand 1995 - 1995 Tiit Vähi 1997                                                                                               |
| Prezydent Etiopii                                                  | - 1991 Meles Zenawi 1995 - 1995 Negasso Gidada 2001                                                                                           |
| Premier Etiopii                                                    | - 1991 Tamirat Layne (tymcz.) 1995 - 1995 Meles Zenawi 2012                                                                                   |
| Przew. Komisji Europejskiej                                        | - 1985 Jacques Delors (Francja) 1995 - 1995 Jacques Santer (Luksemburg) 1999                                                                  |
| Prezydent Fidżi                                                    | - 1993 Kamisese Mara 2000 |
| Premier Fidżi                                                      | - 1992 Sitiveni Rabuka 1999 |
| Prezydent Filipin                                                  | - 1992 Fidel Ramos 1998 |
| Prezydent Finlandii                                                | - 1994 Martti Ahtisaari 2000 |
| Premier Finlandii                                                  | - 1991 Esko Aho 1995 - 1995 Paavo Lipponen 2003                                                                                               |
| Prezydent Francji                                                  | - 1981 François Mitterrand 1995 - 1995 Jacques Chirac 2007                                                                                    |
| Premier Francji                                                    | - 1993 Édouard Balladur 1995 - 1995 Alain Juppé 1997                                                                                          |
| Prezydent Gabonu                                                   | - 1967 Omar Bongo 2009 |
| Premier Gabonu                                                     | - 1994 Paulin Obame-Nguema 1999 |
| Prezydent Gambii                                                   | - 1994 Yahya Jammeh 2017 |
| Prezydent Ghany                                                    | - 1981 Jerry John Rawlings 2001 |
| Prezydent Grecji                                                   | - 1990 Konstandinos Karamanlis 1995 - 1995 Konstandinos Stefanopulos 2005                                                                     |
| Premier Grecji                                                     | - 1993 Andreas Papandreu 1996 |
| Premier Grenady                                                    | - 1990 Nicholas Brathwaite 1995 - 1995 George Brizan 1995 - 1995 Keith Mitchell 2008                                                          |
| Prezydent Gruzji                                                   | - 1995 Eduard Szewardnadze 2003 |
| Premier Gruzji                                                     | - 1993 Otar Pacacia 1995 - 1995 Niko Lekiszwili 1998                                                                                          |
| Prezydent Gujany                                                   | - 1992 Cheddi Jagan 1997 |
| Premier Gujany                                                     | - 1992 Samuel Hinds 1997 |
| Prezydent Gwatemali                                                | - 1993 Ramiro de León Carpio 1996 |
| Prezydent Gwinei                                                   | - 1984 Lansana Conté 2008 |
| Premier Gwinei                                                     | - 1984 urząd zniesiony 1996 |
| Prezydent Gwinei Bissau                                            | - 1984 João Bernardo Vieira 1999 |
| Premier Gwinei Bissau                                              | - 1994 Manuel Saturnino da Costa 1997 |
| Prezydent Gwinei Równikowej                                        | - 1979 Teodoro Obiang Nguema Mbasogo |
| Premier Gwinei Równikowej                                          | - 1992 Silvestre Siale Bileka 1996 |
| Prezydent Haiti                                                    | - 1994 Jean-Bertrand Aristide 1996 |
| Premier Haiti                                                      | - 1994 Smarck Michel 1995 - 1995 Claudette Werleigh 1996                                                                                      |
| Król Hiszpanii                                                     | - 1975 Jan Karol I 2014 |
| Premier Hiszpanii                                                  | - 1982 Felipe González 1996 |
| Król Holandii                                                      | - 1980 Beatrycze 2013 |
| Premier Holandii                                                   | - 1994 Wim Kok 2002 |
| Prezydent Hondurasu                                                | - 1994 Carlos Roberto Reina 1998 |
| Najwyższy przywódca Iranu                                          | - 1989 Ali Chamenei |
| Prezydent Iranu                                                    | - 1989 Ali Akbar Haszemi Rafsandżani 1997 |
| Prezydent Iraku                                                    | - 1979 Saddam Husajn 2003 |
| Premier Iraku                                                      | - 1994 Saddam Husajn 2003 |
| Prezydent Indii                                                    | - 1992 Shankar Dayal Sharma 1997 |
| Premier Indii                                                      | - 1991 P.V. Narasimha Rao 1996 |
| Prezydent Indonezji                                                | - 1967 Suharto 1998 |
| Prezydent Irlandii                                                 | - 1990 Mary Robinson 1997 |
| Premier Irlandii                                                   | - 1994 John Bruton 1997 |
| Prezydent Islandii                                                 | - 1980 Vigdís Finnbogadóttir 1996 |
| Premier Islandii                                                   | - 1991 Davíð Oddsson 2004 |
| Prezydent Izraela                                                  | - 1993 Ezer Weizman 2000 |
| Premier Izraela                                                    | - 1992 Icchak Rabin 1995 - 1995 Szimon Peres 1996                                                                                             |
| Premier Jamajki                                                    | - 1992 Percival James Patterson 2006 |
| Cesarz Japonii                                                     | - 1989 Akihito 2019 |
| Premier Japonii                                                    | - 1994 Tomiichi Murayama 1996 |
| Prezydent Jemenu                                                   | - 1990 Ali Abd Allah Salih 2012 |
| Król Jordanii                                                      | - 1952 Husajn 1999 |
| Premier Jordanii                                                   | - 1993 Abd as-Salam al-Madżali 1995 - 1995 Zajd ibn Szakir 1996                                                                               |
| Prezydent Jugosławii                                               | - 1993 Zoran Lilić 1997 |
| Premier Jugosławii                                                 | - 1993 Radoje Kontić 1998 |
| Król Kambodży                                                      | - 1993 Norodom Sihanouk 2004 |
| Premier Kambodży                                                   | - 1993 Norodom Ranariddh 1997 - 1993 Hun Sen 2023                                                                                             |
| Prezydent Kamerunu                                                 | - 1982 Paul Biya |
| Premier Kamerunu                                                   | - 1992 Simon Achidi Achu 1996 |
| Premier Kanady                                                     | - 1993 Jean Chrétien 2003 |
| Prezydent Górskiego Karabachu                                      | - 1994 Robert Koczarian 1997 |
| Emir Kataru                                                        | - 1972 Chalifa ibn Ahmad 1995 - 1995 Hamad ibn Chalifa 2013                                                                                   |
| Premier Kataru                                                     | - 1971 Chalifa ibn Ahmad 1995 - 1995 Hamad ibn Chalifa 1996                                                                                   |
| Prezydent Kazachstanu                                              | - 1991 Nursułtan Nazarbajew 2019 |
| Premier Kazachstanu                                                | - 1994 Äkeżan Każygeldin 1997 |
| Prezydent Kenii                                                    | - 1978 Daniel Moi 2002 |
| Prezydent Kirgistanu                                               | - 1991 Askar Akajew 2005 |
| Premier Kirgistanu                                                 | - 1993 Apas Dżumagułow 1998 |
| Prezydent Kiribati                                                 | - 1994 Teburoro Tito 2003 |
| Prezydent Kolumbii                                                 | - 1994 Ernesto Samper Pizano 1998 |
| Prezydent Konga                                                    | - 1992 Pascal Lissouba 1997 |
| Premier Konga                                                      | - 1993 Joachim Yhombi-Opango 1996 |
| Patriarcha Konstantynopola                                         | - 1991 Bartłomiej I |
| Prezydent Korei Południowej                                        | - 1993 Kim Young-sam 1998 |
| Premier Korei Południowej                                          | - 1994 Lee Hong-koo 1995 - 1995 Lee Soo-sung 1997 - 1988 Kim Jong-pil 2000                                                                    |
| Najwyższy Przywódca KRLD                                           | - 1994 Kim Dzong Il 2011 |
| Premier KRLD                                                       | - 1992 Kang Sŏng San 1997 |
| Prezydent Kostaryki                                                | - 1994 José María Figueres 1998 |
| Przewodniczący Rady Państwa Kuby                                   | - 1976 Fidel Castro 2008 |
| Emir Kuwejtu                                                       | - 1977 Dżabir III 2006 |
| Premier Kuwejtu                                                    | - 1978 Sad al-Abd Allah as-Salim as-Sabah 2003                                                                                                |
| Prezydent Laosu                                                    | - 1993 Nouhak Phoumsavanh 1998 |
| Król Lesotho                                                       | - 1990 Letsie III 1995 - 1995 Moshoeshoe II 1996                                                                                              |
| Premier Lesotho                                                    | - 1994 Ntsu Mokhehle 1998 |
| Prezydent Libanu                                                   | - 1989 Elias Hrawi 1998 |
| Premier Libanu                                                     | - 1992 Rafik al-Hariri 1998 |
| Prezydent Liberii                                                  | - 1990 wakat 1997 |
| Przywódca Libii                                                    | - 1969 Mu’ammar al-Kaddafi 2011 |
| Premier Libii                                                      | - 1994 Abd al-Madżid al-Ka’ud 1997 |
| Sekretarz generalny PKL Libii                                      | - 1992 Az-Zanati Imhammad az-Zanati 2008 |
| Książę Liechtensteinu                                              | - 1989 Jan Adam II |
| Premier Liechtensteinu                                             | - 1993 Mario Frick 2001 |
| Prezydent Litwy                                                    | - 1993 Algirdas Brazauskas 1998 |
| Premier Litwy                                                      | - 1993 Adolfas Šleževičius 1996 |
| Wielki książę Luksemburga                                          | - 1964 Jan 2000 |
| Premier Luksemburga                                                | - 1984 Jacques Santer 1995 - 1995 Jean-Claude Juncker 2013                                                                                    |
| Prezydent Łotwy                                                    | - 1993 Guntis Ulmanis 1999 |
| Premier Łotwy                                                      | - 1994 Māris Gailis 1995 - 1995 Andris Šķēle 1997                                                                                             |
| Prezydent Macedonii                                                | - 1991 Kiro Gligorow 1999 |
| Premier Macedonii                                                  | - 1992 Branko Crwenkowski 1998 |
| Prezydent Madagaskaru                                              | - 1993 Albert Zafy 1996 |
| Premier Madagaskaru                                                | - 1993 Francisque Ravony 1995 - 1995 Emmanuel Rakotovahiny 1996                                                                               |
| Prezydent Malawi                                                   | - 1994 Bakili Muluzi 2004 |
| Prezydent Malediwów                                                | - 1978 Maumun ̓Abdul Gajum 2008 |
| Król Malezji                                                       | - 1994 Tuanku Jaafar 1999 |
| Premier Malezji                                                    | - 1981 Mahathir bin Mohamad 2003 |
| Prezydent Mali                                                     | - 1992 Alpha Oumar Konaré 2002 |
| Premier Mali                                                       | - 1994 Ibrahim Boubacar Keïta 2000 |
| Prezydent Malty                                                    | - 1994 Ugo Mifsud Bonnici 1999 |
| Premier Malty                                                      | - 1987 Edward Fenech Adami 1996 |
| Król Maroka                                                        | - 1961 Hassan II 1999 |
| Premier Maroka                                                     | - 1994 Abd al-Latif al-Filali 1998 |
| Prezydent Mauretanii                                               | - 1984 Maawija uld Sid’Ahmad Taja 2005 |
| Premier Mauretanii                                                 | - 1992 Sidi Muhammad uld Bubakar 1996 |
| Prezydent Mauritiusa                                               | - 1992 Cassam Uteem 2002 |
| Premier Mauritiusa                                                 | - 1982 Anerood Jugnauth 1995 - 1995 Navin Ramgoolam 2000                                                                                      |
| Prezydent Meksyku                                                  | - 1994 Ernesto Zedillo Ponce de León 2000 |
| Prezydent Mikronezji                                               | - 1991 Bailey Olter 1996 |
| Przewodniczący Państwowej Rady Przywrócenia Ładu i Porządku Mjanmy | - 1992 Than Shwe 1997 |
| Premier Mjanmy                                                     | - 1992 Than Shwe 2003 |
| Prezydent Mołdawii                                                 | - 1991 Mircea Snegur 1996 |
| Premier Mołdawii                                                   | - 1992 Andrei Sangheli 1997 |
| Książę Monako                                                      | - 1949 Rainier III 2005 |
| Minister stanu Monako                                              | - 1994 Paul Dijoud 1997 |
| Prezydent Mongolii                                                 | - 1990 Punsalmaagijn Oczirbat 1997 |
| Premier Mongolii                                                   | - 1992 Puncagijn Dżasraj 1996 |
| Prezydent Mozambiku                                                | - 1986 Joaquim Chissano 2005 |
| Premier Mozambiku                                                  | - 1994 Pascoal Mocumbi 2004 |
| Prezydent Naddniestrza                                             | - 1991 Igor Smirnow 2011 |
| Prezydent Namibii                                                  | - 1990 Sam Nujoma 2005 |
| Premier Namibii                                                    | - 1990 Hage Geingob 2002 |
| Sekretarz generalny NATO                                           | - 1994 Willy Claes (Belgia) 1995 - 1995 Sergio Balanzino (Włochy) 1995 - 1995 Javier Solana (Hiszpania) 1999                                  |
| Prezydent Nauru                                                    | - 1989 Bernard Dowiyogo 1995 - 1995 Lagumot Harris 1996                                                                                       |
| Król Nepalu                                                        | - 1972 Birendra 2001 |
| Premier Nepalu                                                     | - 1994 Man Mohan Adhikari 1995 - 1995 Sher Bahadur Deuba 1997                                                                                 |
| Prezydent Niemiec                                                  | - 1994 Roman Herzog 1999 |
| Kanclerz Niemiec                                                   | - 1982 Helmut Kohl 1998 |
| Prezydent Nigru                                                    | - 1993 Mahamane Ousmane 1996 |
| Premier Nigru                                                      | - 1994 Souley Abdoulaye 1995 - 1995 Amadou Cissé 1995 - 1995 Hama Amadou 1996                                                                 |
| Prezydent Nigerii                                                  | - 1993 Sani Abacha 1998 |
| Prezydent Nikaragui                                                | - 1990 Violeta Chamorro 1997 |
| Król Norwegii                                                      | - 1991 Harald V |
| Premier Norwegii                                                   | - 1990 Gro Harlem Brundtland 1996 |
| Premier Nowej Zelandii                                             | - 1990 Jim Bolger 1997 |
| Sułtan Omanu                                                       | - 1970 Kabus ibn Sa’id 2020 |
| Sekretarz generalny ONZ                                            | - 1992 Butrus Butrus Ghali (Egipt) 1996 |
| Prezydent Pakistanu                                                | - 1993 Farooq Leghari 1997 |
| Premier Pakistanu                                                  | - 1993 Benazir Bhutto 1996 |
| Prezydent Palau                                                    | - 1993 Kuniwo Nakamura 2001 |
| Prezydent Panamy                                                   | - 1994 Ernesto Pérez Balladares 1999 |
| Papież                                                             | - 1978 Jan Paweł II 2005 |
| Premier Papui-Nowej Gwinei                                         | - 1994 Julius Chan 1997 |
| Prezydent Paragwaju                                                | - 1993 Juan Carlos Wasmosy Monti 1998 |
| Prezydent Peru                                                     | - 1990 Alberto Fujimori 2000 |
| Premier Peru                                                       | - 1994 Efrain Goldenber 1995 - 1995 Dante Cordova 1996                                                                                        |
| Prezydent Południowej Afryki                                       | - 1994 Nelson Mandela 1999 |
| Prezydent Portugalii                                               | - 1986 Mário Soares 1996 |
| Premier Portugalii                                                 | - 1985 Anibal Cavaco Silva 1995 - 1995 António Guterres 2002                                                                                  |
| Sekretarz generalny Rady Europy                                    | - 1994 Daniel Tarschys (Szwecja) 1999 |
| Prezydent Republiki Środkowoafrykańskiej                           | - 1993 Ange-Félix Patassé 2003 |
| Premier Republiki Środkowoafrykańskiej                             | - 1993 Jean-Luc Mandaba 1995 - 1995 Gabriel Koyambounou 1996                                                                                  |
| Prezydent Republiki Zielonego Przylądka                            | - 1991 António Monteiro 2001 |
| Premier Republiki Zielonego Przylądka                              | - 1991 Carlos Veiga 2000 |
| Prezydent Rosji                                                    | - 1991 Boris Jelcyn 1999 |
| Premier Rosji                                                      | - 1992 Wiktor Czernomyrdin 1998 |
| Prezydent Rumunii                                                  | - 1989 Ion Iliescu 1996 |
| Premier Rumunii                                                    | - 1992 Nicolae Văcăroiu 1996 |
| Prezydent Rwandy                                                   | - 1994 Pasteur Bizimungu 2000 |
| Premier Rwandy                                                     | - 1994 Faustin Twagiramungu 1995 - 1995 Pierre-Célestin Rwigema 2000                                                                          |
| Premier Saint Kitts i Nevis                                        | - 1983 Kennedy Simonds 1995 - 1995 Denzil Douglas 2015                                                                                        |
| Premier Saint Lucia                                                | - 1982 John Compton 1996 |
| Premier Saint Vincent i Grenadyn                                   | - 1984 James Fitz-Allen Mitchell 2000 |
| Prezydent Salwadoru                                                | - 1994 Armando Calderón Sol 1999 |
| O le Ao o le Malo Samoa                                            | - 1962 Malietoa Tanumafili II 2007 |
| Premier Samoa                                                      | - 1988 Tofilau Eti Alesana 1998 |
| Kapitanowie regenci San Marino                                     | - 1994 Renzo Ghiotti Luciano Ciavatta 1995 - 1995 Marino Bollini Settimio Lonfernini 1995 - 1995 Pier Natalino Mularoni Marino Venturini 1996 |
| Sekretarz Stanu do spraw Politycznych i Zagranicznych San Marino   | - 1986 Gabriele Gatti 2002 |
| Prezydent Senegalu                                                 | - 1981 Abdou Diouf 2000 |
| Premier Senegalu                                                   | - 1991 Habib Thiam 1998 |
| Prezydent Seszeli                                                  | - 1977 France-Albert René 2004 |
| Prezydent Sierra Leone                                             | - 1992 Valentine Strasser 1996 |
| Prezydent Singapuru                                                | - 1993 Ong Teng Cheong 1999 |
| Premier Singapuru                                                  | - 1990 Goh Chok Tong 2004 |
| Prezydent Słowacji                                                 | - 1993 Michal Kováč 1998 |
| Premier Słowacji                                                   | - 1994 Vladimír Mečiar 1998 |
| Prezydent Słowenii                                                 | - 1991 Milan Kučan 2002 |
| Premier Słowenii                                                   | - 1992 Janez Drnovšek 2000 |
| Prezydent Somalii                                                  | - 1991 Ali Mahdi Mohamed 1997 |
| Prezydent Sri Lanki                                                | - 1994 Chandrika Kumaratunga 2005 |
| Premier Sri Lanki                                                  | - 1994 Sirimavo Bandaranaike 2000 |
| Król Suazi                                                         | - 1986 Ntombi (współpanująca) 2018 - 1986 Mswati III 2018                                                                                     |
| Premier Suazi                                                      | - 1993 Jameson Mbilini Dlamini 1996 |
| Prezydent Sudanu                                                   | - 1989 Umar al-Baszir 2019 |
| Prezydent Surinamu                                                 | - 1991 Ronald Venetiaan 1996 |
| Prezydent Syrii                                                    | - 1971 Hafiz al-Asad 2000 |
| Premier Syrii                                                      | - 1987 Mahmud az-Zubi 2000 |
| Prezydent Szwajcarii                                               | - 1995 Kaspar Villiger 1995 |
| Król Szwecji                                                       | - 1973 Karol XVI Gustaw |
| Premier Szwecji                                                    | - 1994 Ingvar Carlsson 1996 |
| Prezydent Tadżykistanu                                             | - 1994 Emomali Rahmon |
| Premier Tadżykistanu                                               | - 1994 Dżamszed Karimow 1996 |
| Król Tajlandii                                                     | - 1946 Bhumibol Adulyadej 2016 |
| Premier Tajlandii                                                  | - 1992 Chuan Leekpai 1995 - 1995 Banharn Silpa-archa 1996                                                                                     |
| Prezydent Tajwanu                                                  | - 1988 Lee Teng-hui 2000 |
| Prezydent Tanzanii                                                 | - 1985 Ali Hassan Mwinyi 1995 - 1995 Benjamin Mkapa 2005                                                                                      |
| Premier Tanzanii                                                   | - 1994 Cleopa Msuya 1995 - 1995 Frederick Sumaye 2005                                                                                         |
| Prezydent Togo                                                     | - 1967 Gnassingbé Eyadéma 2005 |
| Premier Togo                                                       | - 1994 Edem Kodjo 1996 |
| Król Tonga                                                         | - 1965 Taufaʻahau Tupou IV 2006 |
| Premier Tonga                                                      | - 1991 Siaʻosi Tuʻihala Alipate Tupou 2000 |
| Prezydent Trynidadu i Tobago                                       | - 1987 Noor Hassanali 1997 |
| Premier Trynidadu i Tobago                                         | - 1991 Patrick Manning 1995 - 1995 Basdeo Panday 2001                                                                                         |
| Prezydent Tunezji                                                  | - 1987 Zajn al-Abidin ibn Ali 2011 |
| Premier Tunezji                                                    | - 1989 Hamid al-Karawi 1999 |
| Prezydent Turcji                                                   | - 1993 Süleyman Demirel 2000 |
| Premier Turcji                                                     | - 1993 Tansu Çiller 1996 |
| Prezydent Turkmenistanu                                            | - 1991 Saparmyrat Nyýazow 2006 |
| Prezydent Ugandy                                                   | - 1986 Yoweri Museveni |
| Premier Ugandy                                                     | - 1994 Kintu Musoke 1999 |
| Prezydent Ukrainy                                                  | - 1994 Łeonid Kuczma 2005 |
| Premier Ukrainy                                                    | - 1994 Witalij Masoł 1995 - 1995 Jewhen Marczuk 1996                                                                                          |
| Prezydent Urugwaju                                                 | - 1990 Luis Alberto Lacalle 1995 - 1995 Julio María Sanguinetti 2000                                                                          |
| Prezydent USA                                                      | - 1993 Bill Clinton 2001 |
| Prezydent Uzbekistanu                                              | - 1991 Islom Karimov 2016 |
| Premier Uzbekistanu                                                | - 1992 Abdulxashim Mutalov 1995 - 1995 O‘tkir Sultonov 2003                                                                                   |
| Prezydent Vanuatu                                                  | - 1994 Jean Marie Leye Lenelgau 1999 |
| Premier Vanuatu                                                    | - 1991 Maxime Carlot Korman 1995 - 1995 Serge Vohor 1996                                                                                      |
| Prezydent Wenezueli                                                | - 1994 Rafael Caldera 1999 |
| Prezydent Węgier                                                   | - 1990 Árpád Göncz 2000 |
| Premier Węgier                                                     | - 1994 Gyula Horn 1998 |
| Monarcha Wielkiej Brytanii                                         | - 1952 Elżbieta II 2022 |
| Premier Wielkiej Brytanii                                          | - 1990 John Major 1997 |
| Prezydent Wietnamu                                                 | - 1992 Lê Đức Anh 1997 |
| Premier Wietnamu                                                   | - 1991 Võ Văn Kiệt 1997 |
| Prezydent Włoch                                                    | - 1992 Oscar Luigi Scalfaro 1999 |
| Premier Włoch                                                      | - 1994 Silvio Berlusconi 1995 - 1995 Lamberto Dini 1996                                                                                       |
| Prezydent WKS                                                      | - 1993 Henri Konan Bédié 1999 |
| Premier WKS                                                        | - 1993 Daniel Kablan Duncan 1999 |
| Prezydent Wysp Marshalla                                           | - 1986 Amata Kabua 1996 |
| Prezydent Wysp Świętego Tomasza i Książęcej                        | - 1991 Miguel Trovoada 1995 - 1995 Manuel Quintas de Almeida (p.o.) 1995 - 1995 Miguel Trovoada 2001                                          |
| Prezydent Zambii                                                   | - 1991 Frederick Chiluba 2002 |
| Prezydent Zairu                                                    | - 1971 Mobutu Sese Seko 1997 |
| Prezydent Zimbabwe                                                 | - 1987 Robert Mugabe 2017 |
| Premier Zimbabwe                                                   | - 1987 urząd zniesiony 2009 |
| Prezydent ZEA                                                      | - 1971 Zajid ibn Sultan Al Nahajjan 2004 |
| Premier ZEA                                                        | - 1990 Maktum ibn Raszid al-Maktum 2006 |

Rok 1995 / MCMXCV
stulecia: XIX wiek ~
XX wiek ~
XXI wiek

dziesięciolecia:
1960–1969 •
1970–1979 •
1980–1989 •
1990–1999
• 2000–2009
• 2010–2019
• 2020–2029

lata: 1985 «
1990 «
1991 «
1992 «
1993 «
1994 «
1995
» 1996
» 1997
» 1998
» 1999
» 2000
» 2005

## Wydarzenia w Polsce
- 1 stycznia:
  - denominacja złotego o cztery zera (w proporcji 10 000/1).
  - utworzono Magurski Park Narodowy.
- 8 stycznia – odbył się III finał Wielkiej Orkiestry Świątecznej Pomocy.
- 9 stycznia – premiera filmu fabularnego Spis cudzołożnic w reżyserii Jerzego Stuhra.
- 14 lutego – pogrzeb szczątków króla Stanisława Augusta Poniatowskiego w katedrze św. Jana w Warszawie.
- 24 lutego – w Instytucie Badań Jądrowych w Otwocku-Świerku wyłączono pierwszy polski badawczy reaktor jądrowy EWA.
- 28 lutego:
  - powstał Związek Szlachty Polskiej – pierwsza powojenna organizacja szlachecka w Polsce.
  - założono Muzeum Zabawek w Karpaczu.
- Marzec – uruchomiono pierwszy w Polsce portal internetowy Wirtualna Polska.
- 1 marca – odwołanie przez sejm Waldemara Pawlaka z funkcji premiera.
- 7 marca – Józef Oleksy został premierem Polski.
- 21 marca – rozpoczęła działalność Canal+, pierwsza w Polsce płatna stacja telewizyjna.
- 22 marca – premiera filmu Faustyna.
- 23 marca – Została podpisana Karta Etyczna Mediów.
- 25 marca – swoje nadawanie rozpoczęło Radio Jasna Góra.
- 29 marca – powstała Rada Etyki Mediów.
- 7 kwietnia – otwarto pierwszą linię warszawskiego metra od Kabat do Politechniki.
- 17 kwietnia – Gdańsk Strzyża – doszło do wybuchu gazu w budynku mieszkalnym przy ul. Wojska Polskiego, zginęły 22 osoby.
- 18 kwietnia – w Gdańsku wysadzono w powietrze blok mieszkalny uszkodzony w wyniku wybuchu gazu dzień wcześniej.
- 27 kwietnia – premiera filmu Polska śmierć.
- 3 maja – Polska i Arabia Saudyjska nawiązały stosunki dyplomatyczne.
- 8 maja – ukazał się debiutancki album Edyty Górniak Dotyk.
- 20 maja – Tomasz Gollob wygrał we Wrocławiu inauguracyjne zawody żużlowe z cyklu Grand Prix, który zastąpił jednodniowe indywidualne mistrzostwa świata.
- 22 maja – z jednodniową pielgrzymką do Polski przybył papież Jan Paweł II, odprawił mszę w Skoczowie i uczestniczył w krótkich spotkaniach z wiernymi w Bielsku-Białej i Żywcu.
- 31 maja – premiera filmu sensacyjnego Prowokator w reżyserii Krzysztofa Langa.
- 1 czerwca – Legia Warszawa po wygranym meczów z Rakowem Częstochowa zdobyła 6. tytuł Mistrza Polski w Piłce Nożnej.
- 15–16 lipca – w Czymanowie nad Jeziorem Żarnowieckim odbyła się pierwsza edycja Przystanku Woodstock zorganizowanego przez Jerzego Owsiaka.
- 3 sierpnia – rozpoczął się Światowy Zlot Harcerstwa Polskiego „Zegrze ’95””.
- 16 sierpnia – Anna Brzezińska ustanowiła rekord Polski w biegu na 3000 m wynikiem 8.44,05 s.
- 31 sierpnia – zlikwidowano ostatnie linie trolejbusowe w Warszawie.
- 11 września – w KWK „Polska Wirek” w Rudzie Śląskiej wskutek tąpnięcia zginęło 5 górników. 4 żywych wydobyto po 5 dobach.
- 13 września – Legia Warszawa jako pierwszy polski klub piłkarski wystąpiła w fazie grupowej Ligi Mistrzów, wygrywając u siebie z Rosenborg BK 3:1.
- 17 września – w Warszawie odsłonięto pomnik Poległym i Pomordowanym na Wschodzie.
- 27 września – odsłonięto Pomnik Żegoty w Warszawie.
- 29 września – utworzono Euroregion Bug.
- 1 października – rozpoczął się XIII Międzynarodowy Konkurs Pianistyczny im. Fryderyka Chopina.
- 10 października – na granicy z Ukrainą otwarto drogowe przejście graniczne Zosin-Uściług.
- 18 października – Ministerstwo Łączności ogłosiło przetarg związany z możliwością wybudowania dwóch sieci komórkowych w standardzie GSM.
- 4 listopada – do polskiej procedury karnej wprowadzono instytucję świadka incognito.
- 5 i 19 listopada – w wyborach prezydenckich wygrał Aleksander Kwaśniewski.
- 7 listopada – powstał Polski Związek Felinologiczny.
- 9 listopada – na antenie TVP1 wyemitowano premierowy odcinek serialu sensacyjnego Ekstradycja.
- 14 listopada – podpisano umowę o założeniu spółki Daewoo-FSO.
- 22 listopada – rozpoczęła się dystrybucja powszechnych świadectw udziałowych.
- 30 listopada – lotnisko Kraków-Balice otrzymało imię Jana Pawła II.
- 1 grudnia – Władysław Bartoszewski został odznaczony przez prezydenta Lecha Wałęsę Orderem Orła Białego.
- 14 grudnia – odbyła się premiera filmu Tato w reżyserii Macieja Ślesickiego.
- 21 grudnia – początek „sprawy Oleksego”, informacja Andrzeja Milczanowskiego o posiadaniu materiałów świadczących o współpracy premiera Oleksego ze służbami specjalnymi byłego ZSRR i Rosji.
- 22 grudnia – koniec prezydentury Lecha Wałęsy.
- 23 grudnia – zaprzysiężono Aleksandra Kwaśniewskiego na urząd Prezydenta RP.
- 24 grudnia – okręt szkolny Marynarki Wojennej „ORP Iskra” po 158 dniach żeglugi, jako pierwsza jednostka pod wojenną banderą, opłynął kulę ziemską, pokonując 24 706 Mm (do portu macierzystego – Gdyni, powrócił 10 lutego 1996).

## Wydarzenia na świecie
- 1 stycznia:
  - działalność rozpoczęła Światowa Organizacja Handlu (WTO).
  - Francja objęła prezydencję w Radzie Unii Europejskiej.
  - czwarte rozszerzenie Unii Europejskiej. Krajami przystępującymi były Austria, Szwecja i Finlandia.
- 6 stycznia:
  - w stolicy Filipin Manili, w wyniku pożaru mieszkania zajmowanego przez terrorystów odkryto i udaremniono spisek na życie Jana Pawła II oraz operację „Bojinka”, przewidującą wysadzenie 11 samolotów pasażerskich nad Pacyfikiem.
  - w katastrofie lotniczej zginął dowódca sił lotniczych Iranu Mansour Sattari i 12 innych oficerów.
- 7 stycznia – została powołana metropolia hamburska.
- 10 stycznia – rozpoczęły się Światowe Dni Młodzieży w Manili na Filipinach.
- 11 stycznia:
  - papież Jan Paweł II rozpoczął wizytę na Filipinach.
  - w katastrofie samolotu DC-9 w kolumbijskim mieście Cartagena de Indias zginęło 51 osób.
- 17 stycznia:
  - silne trzęsienie ziemi nawiedziło Kobe w Japonii. Zginęły 6434 osoby.
  - we Włoszech powstał rząd Lamberta Diniego.
- 19 stycznia – I wojna czeczeńska: armia rosyjska zdobyła pałac prezydencki w Groznym.
- 20 stycznia:
  - Jean-Claude Juncker został premierem Luksemburga.
  - oddano do użytku Pont de Normandie – most wantowy łączący miasta Hawr i Honfleur, najwyższy podwieszany most w Europie.
- 22 stycznia – 19 Izraelczyków zginęło, a 69 zostało rannych w samobójczym zamachu bombowym dwóch członków Islamskiego Dżihadu na przystanku autobusowym w Beit Lid.
- 25 stycznia:
  - wystrzelona z północnej Norwegii rakieta z amerykańską sondą badawczą wywołała alarm rosyjskiej obrony antybalistycznej.
  - Jacques Santer objął urząd przewodniczącego Komisji Europejskiej.
  - podczas meczu piłki nożnej Premiership Manchester United F.C. – Crystal Palace Éric Cantona zaatakował jednego z fanów Crystal Palace.
- 30 stycznia – 42 osoby zginęły, ponad 400 zostało rannych w wybuchu samochodu-pułapki w Algierze.
- 10 lutego:
  - Łotwa została przyjęta do Rady Europy.
  - ekwadorskie myśliwce zestrzeliły 3 z 5 maszyn peruwiańskich, które naruszyły przestrzeń powietrzną Ekwadoru.
  - premiera filmu Szybcy i martwi.
- 15 lutego – haker Kevin Mitnick został aresztowany przez FBI.
- 21 lutego:
  - Białoruś i Rosja podpisały Umowę o przyjaźni, dobrosąsiedztwie i współpracy.
  - 96 fundamentalistów islamskich zginęło podczas dwudniowego buntu w więzieniu Serkadji w Algierze.
  - amerykański miliarder Steve Fossett po wylądowaniu w Kanadzie został pierwszym człowiekiem, który samotnie przeleciał balonem nad Pacyfikiem.
- 23 lutego – Izrael i Tanzania wznowiły stosunki dyplomatyczne, zerwane w 1973 roku.
- 24 lutego – w Singapurze aresztowano 69 Świadków Jehowy za ich przekonania religijne.
- 25 lutego – w zamachu bombowym na pociąg przewożący żołnierzy w indyjskim stanie Assam zginęło 27 osób.
- 26 lutego – upadł brytyjski Barings Bank.
- 1 marca – powstał portal internetowy Yahoo!
- 2 marca – w Somalii zakończyła się operacja pokojowa ONZ UNOSOM II.
- 10 marca – Konstandinos Stefanopulos został prezydentem Grecji.
- 14 marca:
  - leżące w północnej Afryce hiszpańskie miasta Ceuta i Melilla uzyskały autonomię.
  - Norman Thagard został pierwszym amerykańskim astronautą wystrzelonym w kosmos na pokładzie rosyjskiego statku (Sojuz TM-21).
- 16 marca – stan Missisipi ratyfikował znoszącą niewolnictwo 13. poprawkę do konstytucji USA.
- 17 marca – parlament Ukrainy uchwalił ustawę o statusie Krymu, uchylającą konstytucję z 1992 roku i znoszącą urząd prezydenta Krymu.
- 20 marca – japońska sekta religijna Aum Shinrikyo dokonała zamachu w tokijskim metrze, zginęło 12 osób, ponad 5,5 tysiąca zostało podtrutych.
- 22 marca – ze stacji Mir powrócił rosyjski kosmonauta Walerij Polakow, ustanawiając rekord najdłuższego pobytu w kosmosie (437,7 dnia).
- 24 marca – japoński zdalnie sterowany robot Kaikō zszedł na dno Rowu Mariańskiego na Pacyfiku, wykonując najdokładniejszy do dziś pomiar jego głębokości (10 911 m).
- 25 marca – Jan Paweł II wydał encyklikę Evangelium vitae.
- 26 marca – zniesiono kontrolę na wewnętrznych granicach obszaru Schengen.
- 27 marca:
  - prezydent RPA Nelson Mandela odwołał swą żonę Winnie ze stanowiska wicepremiera.
  - odbyła się 67. ceremonia wręczenia Oscarów.
- 31 marca – Rumunia: 60 osób zginęło w katastrofie należącego do linii TAROM Airbusa A310-324.
- 3 kwietnia – została utworzona rosyjska Federalna Służba Bezpieczeństwa.
- 5 kwietnia – w Izraelu wystrzelono pierwszą rakietę nośną Shavit-1.
- 7 kwietnia – po dziewięcioletniej rekonstrukcji otwarto Galerię Tretiakowską w Moskwie.
- 7/8 kwietnia – I wojna czeczeńska: w nocy rosyjscy żołnierze dokonali masakry około 100 mieszkańców wsi Samaszki.
- 9 kwietnia:
  - prezydent Peru Alberto Fujimori został wybrany na drugą kadencję.
  - Karekin I Sarkisjan został intronizowany na patriarchę Apostolskiego Kościoła Ormiańskiego.
- 13 kwietnia – w Finlandii powstał pierwszy rząd Paava Lipponena.
- 17 kwietnia – Tiit Vähi został premierem Estonii.
- 19 kwietnia – w Oklahoma City doszło do zamachu bombowego na budynek administracji federalnej: zginęło 168 osób, a ponad 680 zostało rannych.
- 20 kwietnia – szczątki Marii Skłodowskiej-Curie i Pierre’a Curie zostały uroczyście przeniesione do Panteonu w Paryżu.
- 21 kwietnia:
  - Izrael został członkiem Światowej Organizacji Handlu (WTO).
  - założono giełdę papierów wartościowych w Bukareszcie.
  - premiera filmu Ja cię kocham, a ty śpisz.
- 23 kwietnia – w I turze wyborów prezydenckich we Francji zwyciężył Jacques Chirac przed Lionelem Jospinem.
- 27 kwietnia – został utworzony Wspólnotowy Urząd Ochrony Odmian Roślin (CPVO).
- 28 kwietnia:
  - minister spraw zagranicznych Władysław Bartoszewski wygłosił przemówienie podczas uroczystej sesji Bundestagu i Bundesratu w Bonn, zwołanej z okazji 50. rocznicy zakończenia II wojny światowej.
  - wystartował kanał Super RTL.
- 29 kwietnia – 95% głosujących w referendum obywateli Kazachstanu poparło przedłużenie kadencji prezydenta Nursułtana Nazarbajewa do 2000 roku.
- 30 kwietnia – prezydent USA Bill Clinton ogłosił zakaz inwestycji i handlu z Iranem.
- 1 maja – wojna w Chorwacji: chorwacka armia i policja wkroczyły do zachodniej Slawonii i w ciągu kilku dni zajęły całe jej terytorium, zabijając około 200 Serbów.
- 2 maja – wojna w Chorwacji: dzień po rozpoczęciu chorwackiej inwazji na zachodnią Slawonię Serbowie dokonali ostrzału Zagrzebia, w wyniku którego zginęło 7 osób, a 175 zostało rannych.
- 7 maja – Jacques Chirac wygrał wybory prezydenckie we Francji.
- 8 maja – prezydent USA Bill Clinton podpisał dekret nakładający embargo na handel z Iranem.
- 10 maja – John Deutch został dyrektorem CIA.
- 12 maja – premiera thrillera Karmazynowy przypływ w reżyserii Tony’ego Scotta.
- 13 maja – w Dublinie odbył się 40. Konkurs Piosenki Eurowizji.
- 14 maja:
  - urzędujący prezydent Argentyny Carlos Saúl Menem został wybrany na II kadencję.
  - Tenzin Gjaco – Dalajlama XIV – uznał sześcioletniego Gendun Czokji Nimę za jedenaste wcielenie Panczenlamy.
  - biało-czerwono-biała flaga Białorusi została w wyniku referendum zastąpiona sztandarem nawiązującym do czasów BSRR.
- 16 maja – został aresztowany Shōkō Asahara, założyciel i duchowy przywódca sekty Aum Shinrikyō (Najwyższa Prawda), odpowiedzialnej m.in. za dokonanie ataku gazowego w tokijskim metrze w dniu 20 marca 1995 roku.
- 17 maja – Jacques Chirac został zaprzysiężony na urząd prezydenta Francji.
- 18 maja:
  - Alain Juppé został premierem Francji.
  - cierpiący na zaburzenia psychiczne były żołnierz Shawn Nelson uprowadził z arsenału Gwardii Narodowej w San Diego w Kalifornii czołg M60 Patton i wyjechał nim na ulice miasta, niszcząc pojazdy, słupy elektryczne, hydranty itp. Po utknięciu czołgu na betonowym murze dzielącym pasy autostrady porywacz został zastrzelony przez policję.
  - powstała nikaraguańska partia polityczna Movimiento Renovador Sandinista (MRS).
  - premiera filmu historycznego Braveheart. Waleczne serce w reżyserii Mela Gibsona.
- 21 maja – papież Jan Paweł II kanonizował w Ołomuńcu Jana Sarkandra i Zdzisławę z Lemberka.
- 23 maja – Marek Kamiński i Wojciech Moskal jako pierwsi Polacy dotarli do bieguna północnego.
- 25 maja – papież Jan Paweł II wydał encyklikę Ut unum sint.
- 27 maja – amerykański aktor Christopher Reeve w wyniku obrażeń odniesionych po upadku z konia został całkowicie sparaliżowany.
- 28 maja:
  - minister spraw zagranicznych Bośni i Hercegowiny Irfan Ljubijankić zginął w śmigłowcu zestrzelonym przez Serbów koło Bihacia.
  - w trzęsieniu ziemi, które nawiedziło miasto Nieftiegorsk, na północy rosyjskiego Sachalina, zginęło 2040 osób.
- 2 czerwca – serbska obrona przeciwlotnicza zestrzeliła nad Bośnią amerykański samolot F-16. Pilot Scott O’Grady katapultował się i spędził 6 dni na terytorium wroga.
- 5 czerwca – na JILA w Boulder po raz pierwszy zaobserwowano nowy stan materii tzw. kondensat Bosego-Einsteina, dokonali tego fizycy Eric Cornell i Carl Wieman.
- 8 czerwca – Rasmus Lerdorf udostępnił publicznie kod źródłowy PHP.
- 14 czerwca – czeczeńscy terroryści przeprowadzili atak na Budionnowsk.
- 19 czerwca – czeczeńscy terroryści pod osłoną zakładników opuścili Budionnowsk w Kraju Stawropolskim, w którym od ataku na miasto 14 czerwca przetrzymywali w szpitalu około 2 tys. osób.
- 24 czerwca – w miejscowości Krouna w kraju pardubickim w Czechach trzy w pełni załadowane wagony ze złomem i drewnem oderwały się od składu i oosiągając wysoką prędkość na długim zjeździe zderzyły się czołowo z nadjeżdżającym pojedynczym pasażerskim wagonem motorowym z serii 810, w wyniku czego 19 osób zginęło, a 4 zostały ciężko ranne.
- 26 czerwca – w stolicy Etiopii Addis Abebie doszło do nieudanego zamachu na prezydenta Egiptu Husniego Mubaraka.
- 27 czerwca:
  - rozpoczęła się misja STS-71 wahadłowca Atlantis.
  - Hamad ibn Chalifa Al Sani w wyniku przewrotu pałacowego został emirem i premierem Kataru.
- 28 czerwca – utworzono niemiecki Park Narodowy Doliny Dolnej Odry.
- 29 czerwca:
  - w ramach programu Shuttle-Mir amerykański prom kosmiczny Atlantis po raz pierwszy połączył się z rosyjską stacją orbitalną Mir.
  - 501 osób zginęło po runięciu(inne języki) galerii handlowej Sampoong w Seulu.
- 1 lipca – Hiszpania objęła prezydencję w Radzie Unii Europejskiej
- 11 lipca – Stany Zjednoczone i Wietnam nawiązały pełne stosunki dyplomatyczne.
- 12 lipca – w Nicei, Algierczyk Noureddine Morceli ustanowił rekord świata w biegu na 1500 m (3.27,37 s.)
- 12–16 lipca – w Srebrenicy miała miejsce masakra ludności bośniackiej.
- 17 lipca – system nawigacji satelitarnej GPS, czyli Global Positioning System osiągnął pełną operatywność (Full Operational Capability).
- 18 lipca:
  - przebudził się wulkan Soufrière Hills na wyspie Montserrat na Morzu Karaibskim.
  - w Kijowie doszło do zamieszek w czasie pogrzebu patriarchy Włodzimierza.
- 22 lipca – w Hechtel, Portugalka Fernanda Ribeiro ustanowiła rekord świata w biegu na 5000 m (14.36,45 s.)
- 23 lipca – została odkryta Kometa Hale’a-Boppa, którą można było obserwować gołym okiem od maja 1996 do grudnia 1997 roku, dwa razy dłużej niż poprzednią rekordzistkę, Wielką Kometę z 1811.
- 24 lipca – Międzynarodowy Trybunał Karny dla byłej Jugosławii oskarżył przywódców bośniackich Serbów Radovana Karadžicia i Ratko Mladicia o ludobójstwo, zbrodnie przeciwko ludzkości i zbrodnie wojenne.
- 25 lipca – 8 osób zginęło, 80 zostało rannych w zamachu bombowym w paryskim metrze.
- 26 lipca – przedstawiciele krajów Unii Europejskiej podpisali w Brukseli konwencję o Europejskiej Agencji Policyjnej tzw. EUROPOL.
- 28 lipca – Wietnam został przyjęty do Stowarzyszenia Narodów Azji Południowo-Wschodniej (ASEAN).
- 4 sierpnia – wojna w Chorwacji: wojska chorwackie rozpoczęły operację „Burza”, w celu zlikwidowania Republiki Serbskiej Krajiny.
- 5 sierpnia:
  - wojna w Chorwacji: siły chorwackie podczas operacji Burza zdobyły będące w serbskich rękach miasto Knin. Data zdobycia Knina jest w Chorwacji obchodzona jako Dzień Zwycięstwa.
  - uchwalono konstytucję Armenii.
- 7 sierpnia – Brytyjczyk Jonathan Edwards, podczas odbywających się w Göteborgu mistrzostw świata w lekkoatletyce, po raz pierwszy pokonał barierę 18 metrów w trójskoku, ustanawiając rekord świata wynikiem 18,16 m, a następnie 18,29 m.
- 9 sierpnia – 65 osób zginęło w katastrofie Boeinga 737 w Salwadorze.
- 11 sierpnia:
  - dokonano oblotu brazylijskiego samolotu pasażerskiego Embraer ERJ 145.
  - w Göteborgu, Amerykanka Kim Batten ustanowiła rekord świata w biegu na 400 m ppł. (52,61 s.)
- 16 sierpnia:
  - w Zurychu Kenijczyk Moses Kiptanui ustanowił rekord świata w biegu na 3000 m przeszk. (7.59,18 s.)
  - w Zurychu Etiopczyk Haile Gebrselassie ustanowił rekord świata w biegu na 5000 m (12.44,39 s.)
- 20 sierpnia – w zderzeniu pociągów w indyjskim mieście Ferozabad (stan Uttar Pradesh) zginęło 305 osób, a 344 zostały ranne.
- 22 sierpnia – Negasso Gidada został prezydentem Etiopii.
- 24 sierpnia:
  - oficjalna premiera systemu Microsoft Windows 95.
  - została uchwalona konstytucja Gruzji.
- 25 sierpnia:
  - dokonano oblotu Airbusa A319.
  - premiera filmu Desperado.
- 28 sierpnia – wojna w Bośni: pociski serbskie trafiły w targowisko w Sarajewie zabijając 35 osób, raniąc 85.
- 29 sierpnia – doszło do nieudanego zamachu na prezydenta Gruzji Eduarda Szewardnadze.
- 30 sierpnia:
  - wojna w Bośni: wojska NATO i ONZ rozpoczęły ataki na oblegających Sarajewo Serbów (militarna operacja Deliberate Force).
  - Kazachstan przyjął w referendum konstytucję.
- 2 września – w Cleveland otwarto muzeum Rock and Roll Hall of Fame.
- 3 września – został założony portal aukcyjny eBay.
- 4–15 września – w Pekinie obradowała IV Światowa Konferencja w sprawie Kobiet pod egidą ONZ.
- 4–16 września – w Rzymie odbyły się 1. Światowe Wojskowe Igrzyska Sportowe zawody dla sportowców-żołnierzy zorganizowane przez Międzynarodową Radę Sportu Wojskowego (CISM). Polska w klasyfikacji medalowej zajęła 10. miejsce.
- 5 września – Francja przeprowadziła pierwszą z serii kontrowersyjnych prób jądrowych na atolu Mururoa.
- 11 września – w południowej wieży nowojorskiego WTC rozpoczął się mecz o szachowe mistrzostwo świata, między Garri Kasparowem z Rosji a Viswanathanem Anandem z Indii.
- 12 września – podczas 39 zawodów Pucharu Gordona Bennetta po przekroczeniu granicy Polsko-Białoruskiej został zestrzelony balon reprezentacji Wysp Dziewiczych Stanów Zjednoczonych przez śmigłowiec białoruski
- 13 września – amerykańska telewizja CBS wyemitowała pierwszy odcinek serialu obyczajowego Central Park West.
- 19 września – The Washington Post i The New York Times opublikowały „Manifest” Theodore’a Kaczynskiego, znanego jako „Unabomber”.
- 21 września – w świątyniach hinduistycznych na całym świecie figury bóstw pochłaniały ofiarowywane im mleko, tzw. cud mleka.
- 22 września – premiera filmu Siedem.
- 2 października – rząd Eduarda Szewardnadze zastąpił tymczasowy kupon na lari w stosunku 1 000 000:1.
- 3 października:
  - O.J. Simpson został uniewinniony od zarzutu morderstwa swej byłej żony Nicole i jej przyjaciela.
  - w Skopju prezydent Macedonii Kiro Gligorow został ciężko ranny w zamachu bombowym.
- 5 października – przyjęto flagę Macedonii.
- 6 października – odkryto planetę pozasłoneczną 51 Pegasi b.
- 12 października – wojna w Bośni: podpisano zawieszenie broni.
- 16 października – otwarto Skye Bridge łączący wybrzeże Szkocji z wyspą Skye.
- 20 października – wskutek skandalu korupcyjnego Willy Claes został zmuszony do dymisji ze stanowiska Sekretarza Generalnego NATO.
- 24 października – Kongres Stanów Zjednoczonych przyjął ustawę o ambasadzie w Jerozolimie[1]
- 25 października:
  - premiera filmu Underground.
  - przeprowadzono pierwsze próbne wystrzelenie rosyjskiego pocisku balistycznego Iskander.
- 27 października – Łotwa złożyła wniosek o przyjęcie do UE.
- 30 października – separatyści z Quebecu przegrali minimalnie referendum w sprawie oderwania prowincji od Kanady.
- 4 listopada – premier Izraela Icchak Rabin został zastrzelony w Tel Awiwie przez żydowskiego nacjonalistę.
- 5 listopada – po zamordowaniu Icchaka Rabina premierem Izraela został po raz drugi Szimon Peres.
- 9 listopada – Macedonia i Ukraina zostały przyjęte do Rady Europy.
- 10 listopada – Nigeria: powieszono skazanego przez władze na karę śmierci opozycyjnego pisarza Kena Saro-Wiwę i 8 innych bojowników o prawa mniejszości etnicznych.
- 11 listopada – uruchomiono metro w Bilbao.
- 13 listopada:
  - w wyniku eksplozji dwóch ciężarówek na parkingu koło prowadzonego przez armię amerykańską centrum szkolenia saudyjskiej gwardii narodowej w Rijadzie zginęło 7 osób, w tym 5 Amerykanów, a 60 zostało rannych.
  - odbyła się premiera filmu GoldenEye.
- 20 listopada – założono Park Narodowy Cabañeros w Hiszpanii.
- 21 listopada:
  - parafowano Układ z Dayton, kończący wojnę domową w byłej Jugosławii.
  - Argentyna wydała Włochom byłego kapitana SS Ericha Priebke, oskarżonego o kierowanie masakrą 335 Włochów w jaskiniach pod Rzymem w 1944 roku.
- 22 listopada:
  - premiera Toy Story, pierwszego pełnometrażowego filmu animowanego zrealizowanego całkowicie przy użyciu techniki komputerowej.
  - Colin McRae został najmłodszym rajdowym mistrzem świata.
- 26 listopada – Eduard Szewardnadze został prezydentem Gruzji.
- 2 grudnia – na orbitę okołosłoneczną została wyniesiona amerykańsko-europejska sonda badawcza SOHO.
- 3 grudnia – Kamerun: 72 osoby zginęły w katastrofie należącego do Cameroon Airlines Boeinga 737.
- 5 grudnia:
  - Javier Solana został zaprzysiężony na sekretarza generalnego NATO.
  - w katastrofie azerskiego samolotu Tu-134B pod Nachiczewanem zginęły 54 osoby.
- 7 grudnia:
  - NASA: sonda Galileo dotarła do Jowisza.
  - 98 osób zginęło w katastrofie samolotu Tu-154B w Kraju Chabarowskim (Rosja).
- 8 grudnia – doszło do wycieku 2-3 ton płynnego sodu w japońskiej eksperymentalnej elektrowni jądrowej Monju.
- 14 grudnia – w Paryżu podpisano układ z Dayton, kończący wojnę w byłej Jugosławii.
- 15 grudnia:
  - Europejski Trybunał Sprawiedliwości wydał orzeczenie w tzw. sprawie Bosmana.
  - premiery filmów: Gorączka i Jumanji.
- 17 grudnia – odbyły się wybory parlamentarne w Rosji.
- 18 grudnia – 141 osób zginęło w katastrofie samolotu Lockheed L-188 C w Angoli.
- 20 grudnia:
  - NATO rozpoczęło operację IFOR w Bośni i Hercegowinie.
  - 160 osób zginęło w górach na północ od Cali w Kolumbii w katastrofie należącego do American Airlines Boeinga 757.
- 21 grudnia – Betlejem przeszło pod administrację palestyńską.
- 24 grudnia – została przyjęta w referendum konstytucja Naddniestrza.
- 27 grudnia:
  - Marek Kamiński jako pierwszy Polak zdobył biegun południowy.
  - premiera filmu 12 małp.
- 29 grudnia – uruchomiono metro w Dniepropetrowsku na Ukrainie.

## Urodzili się
- 1 stycznia:
  - Sardar Azmun, irański piłkarz
  - Adam Campbell, angielski piłkarz
  - Florijana Ismaili, szwajcarska piłkarka (zm. 2019)
  - Jasmine Moser, szwajcarska lekkoatletka, tyczkarka
- 2 stycznia:
  - Yang Liwei, chińska koszykarka
  - Giorgi Aburdżania, gruziński piłkarz
  - Katarzyna Górniak, polska pływaczka
  - Antonio José, hiszpański piosenkarz
  - Aleksandra Lach, polska szachistka
  - Artem Radczenko, ukraiński piłkarz
- 3 stycznia:
  - Rondae Hollis-Jefferson, amerykański koszykarz
  - Jisoo, południowokoreańska aktorka, wokalistka, członkini zespołu Blackpink
  - Kim Seol-hyun, południowokoreańska aktorka, wokalistka, członkini zespołu AOA
  - Ionela-Livia Lehaci, rumuńska wioślarka
  - Tonny Vilhena, holenderski piłkarz pochodzenia angolskiego
- 4 stycznia:
  - Igor Engonga, piłkarz z Gwinei Równikowej
  - Kaja Grobelna, belgijska siatkarka pochodzenia polskiego
  - María Isabel, hiszpańska piosenkarka, aktorka
  - Ricardo Kishna, holenderski piłkarz
- 6 stycznia:
  - Aaliyah Brown, amerykańska lekkoatletka, sprinterka
  - Winifer Fernández, dominikańska siatkarka
  - Blake Scheerhoorn, kanadyjski siatkarz
- 7 stycznia:
  - Jordan Bell, amerykański koszykarz
  - Mate Cincadze, gruziński piłkarz
  - Taras Kaczaraba, ukraiński piłkarz
  - Aneta Łabuda, polska piłkarka ręczna
  - Julija Putincewa, kazachska tenisistka pochodzenia rosyjskiego
- 8 stycznia:
  - Taylan Antalyalı, turecki piłkarz
  - Kyle Edmund, brytyjski tenisista
  - Stephen Hendrie, szkocki piłkarz
  - Nanami Irie, japońska zapaśniczka
  - Miriam Sylla, włoska siatkarka pochodzenia iworyjskiego
- 9 stycznia:
  - Fidel Escobar, panamski piłkarz
  - Dominik Livaković, chorwacki piłkarz, bramkarz
  - Nicola Peltz, amerykańska aktorka, modelka
- 10 stycznia:
  - Paulina Hnida, polska lekkoatletka, tyczkarka
  - Erika Mota, dominikańska siatkarka
  - Michał Potoczny, polski piłkarz ręczny
- 11 stycznia:
  - Giovanni Abagnale, włoski wioślarz
  - Jakob Blåbjerg, duński piłkarz
  - Simon Gustafson, szwedzki piłkarz
  - Anna Korabiec, polska siatkarka
- 12 stycznia:
  - Ottavia Cestonaro, włoska lekkoatletka, skoczkini w dal i trójskoczkini
  - Kristján Flóki Finnbogason, islandzki piłkarz
  - Sofia Linde, szwedzka lekkoatletka, wieloboistka
  - Pavelh Ndzila, kongijski piłkarz, bramkarz
  - Alessio Romagnoli, włoski piłkarz
  - Maverick Viñales, hiszpański motocyklista wyścigowy
- 13 stycznia:
  - Jonathan Antoine(inne języki), brytyjski wokalista, członek duetu Jonathan and Charlotte
  - Julia Drop, polska koszykarka
  - Cedric Dubler, australijski lekkoatleta, wieloboista
  - Natalia Dyer, amerykańska aktorka
  - Maksim Mamin, rosyjski hokeista
  - Jade Miller, amerykańska lekkoatletka, płotkarka
  - Iman Sadeghikukande, irański zapaśnik
- 14 stycznia:
  - Nicolas Huber, szwajcarski snowboardzista
  - Jessica January, amerykańska koszykarka
  - Iliana Korosidu, grecka lekkoatletka, młociarka
  - Alina Makarienko, rosyjska gimnastyczka artystyczna
  - Jerkebułan Tunggyszbajew, kazachski piłkarz
  - Xun Fangying, chińska tenisistka
- 15 stycznia:
  - Gotytom Gebreslase, etiopska lekkoatletka, biegaczka długodystansowa
  - Andrew Hjulsager, duński piłkarz
  - Nina Mienkienowa, rosyjska zapaśniczka
- 16 stycznia:
  - Urszula Hofman, polska judoczka
  - Takumi Minamino, japoński piłkarz
  - Patryk Stępiński, polski piłkarz
- 17 stycznia:
  - Tetiana Jurkewiczus, ukraińska koszykarka
  - Chauncey Collins, amerykański koszykarz
  - Santo Condorelli, kanadyjsko-włoski pływak
  - Wang Chunyu, chińska lekkoatletka, biegaczka średniodystansowa
  - Dejan Davidovac, serbski koszykarz
- 18 stycznia:
  - Bryce Alford, amerykański koszykarz
  - Jack Miller, australijski motocyklista wyścigowy
  - Elías Már Ómarsson, islandzki piłkarz
  - Dragana Stanković, serbska koszykarka
  - Brandon Watkins, amerykański koszykarz
- 19 stycznia:
  - Iris, belgijska piosenkarka
  - Janee' Kassanavoid, amerykańska lekkoatletka, młociarka
  - Zuzanna Maciejewska, polska tenisistka
  - Brandon Walters, amerykański koszykarz
  - Joanna Wołoszyk, polska piłkarka ręczna
- 21 stycznia:
  - Marine Johannès, francuska koszykarka
  - Nguyễn Công Phượng, wietnamski piłkarz
  - Julija Stupak, rosyjska biegaczka narciarska
- 22 stycznia:
  - Nikola Rebić, serbski koszykarz
  - Celia Bourihane, algierska siatkarka
  - Quinton Hooker, amerykański koszykarz
  - Sandra Kubicka, polska modelka
- 23 stycznia:
  - Jeorjos Dziumakas, grecki siatkarz
  - Marius Høibråten, norweski piłkarz
  - Brynton Lemar, amerykański koszykarz, posiadający także jamajskie obywatelstwo
  - Sandra Lickun, polska judoczka
- 25 stycznia:
  - Benjamin Bok, holenderski szachista
  - Yorgelis Rodríguez, kubańska lekkoatletka, wieloboistka
- 26 stycznia:
  - Martyna Galant, polska lekkoatletka, biegaczka średniodystansowa
- 27 stycznia:
  - Ülvi Bacarani, azerski szachista
  - Guo Qi, chińska szachistka
- 28 stycznia:
  - Adrienne Cowan, amerykańska wokalistka metalowa, poetka, kompozytorka, pianistka, dyrygentka
  - Wylan Cyprien, francuski piłkarz pochodzenia gwadelupskiego
  - Diego González, hiszpański piłkarz
  - Calvin Hemery, francuski tenisista
  - Marc-Oliver Kempf, niemiecki piłkarz
- 29 stycznia:
  - Luka Basic, francuski siatkarz pochodzenia bośniackiego
  - Alyona Kolesnik, azerska zapaśniczka
  - Bohdan Sarnawski, ukraiński piłkarz, bramkarz
- 30 stycznia:
  - Danielle Campbell, amerykańska aktorka
  - Wiktorija Komowa, rosyjska gimnastyczka
- 31 stycznia:
  - Linnae Harper, amerykańska koszykarka
  - Laura Melandri, włoska siatkarka
  - Nina Sublatti, gruzińska piosenkarka
- 1 lutego:
  - Jelizawieta Komarowa, rosyjska koszykarka
  - Jagoda Gruszczyńska, polska siatkarka plażowa
  - Eygló Gústafsdóttir, islandzka pływaczka
  - Oliver Heldens, holenderski producent muzyczny
  - Verena Preiner, austriacka lekkoatletka, wieloboistka
  - Mike Schneider, luksemburski piłkarz
- 2 lutego:
  - Karol Linetty, polski piłkarz
  - Arfa Karim, pakistańska programistka (zm. 2012)
- 3 lutego:
  - Evelyn Akhator, nigeryjska koszykarka
  - Namiq Ələsgərov, azerski piłkarz
  - Ion Burlacu, mołdawski piłkarz
  - Orla Gartland, irlandzka piosenkarka, gitarzystka, autorka tekstów
  - Miha Hrobat, chorwacki narciarz alpejski
  - Edin Šehić, bośniacki piłkarz
  - Marvin Stefaniak, niemiecki piłkarz
  - Siergiej Tołczinski, rosyjski hokeista
  - Óscar Villarreal, panamski piłkarz
  - Aimee Lou Wood, brytyjska aktorka
- 4 lutego:
  - Sierob Grigorian, ormiański piłkarz pochodzenia rosyjskiego
  - Anastasija Kuleszowa, rosyjska biegaczka narciarska
  - Pione Sisto, duński piłkarz pochodzenia ugandyjskiego
  - Lisa Vittozzi, włoska biathlonistka
- 5 lutego:
  - Paul Arriola, amerykański piłkarz pochodzenia meksykańskiego
  - Erick Castillo, ekwadorski piłkarz
  - Rouguy Diallo, francuska lekkoatletka, trójskoczkini
  - Adnan Januzaj, belgijski piłkarz pochodzenia albańskiego
  - Chris McCullough, amerykański koszykarz
  - Guram Tusziszwili, gruziński judoka
- 6 lutego:
  - Leon Goretzka, niemiecki piłkarz
  - Jorrit Hendrix, holenderski piłkarz
  - Damian Jeszke, polski koszykarz
  - Justs, łotewski piosenkarz
  - Jacqueline Lölling, niemiecka skeletonistka
  - Sam McQueen, angielski piłkarz
  - Christophele Ouattara, burkińska lekkoatletka, trójskoczkini
  - Jacob Paul, brytyjski lekkoatleta, płotkarz
  - Suad Sahiti, kosowski piłkarz
  - Nyck de Vries, holenderski kierowca wyścigowy
- 7 lutego:
  - Gaël Andonian, francusko-ormiański piłkarz
  - Cameron Reynolds, amerykański koszykarz
  - Shani Tarashaj, szwajcarski piłkarz pochodzenia albańskiego
  - Alexandra Wenk, niemiecka pływaczka
- 8 lutego:
  - Kasper Asgreen, duński kolarz szosowy
  - Gabriel Deck, argentyński koszykarz
  - Mijat Gaćinović, serbski piłkarz
  - Hjörtur Hermannsson, islandzki piłkarz
  - Joshua Kimmich, niemiecki piłkarz
  - Natalia Nykiel, polska piosenkarka, autorka tekstów
  - Jordan Todosey, kanadyjska aktorka
- 9 lutego:
  - André Burakovsky, szwedzki hokeista pochodzenia żydowskiego
  - Mario Pašalić, chorwacki piłkarz
  - Nadine Visser, holenderska lekkoatletka, wieloboistka i płotkarka
- 10 lutego:
  - Sterling Brown, amerykański koszykarz
  - Adam Dzanetopulos, grecki piłkarz
  - Naby Keïta, gwinejski piłkarz
  - Bobby Portis, amerykański koszykarz
  - Johannes Skagius, szwedzki pływak
  - Carolane Soucisse, kanadyjska łyżwiarka figurowa
  - Aneta Stankiewicz, polska strzelczyni sportowa
  - Jared Terrell, amerykański koszykarz
  - Ǵoko Zajkow, macedoński piłkarz
- 11 lutego:
  - Jacobi Boykins, amerykański koszykarz
  - Gianluca Ginoble, włoski piosenkarz
  - Antonina Lorek, polska lekkoatletka, chodziarka
  - Maciej Musiał, polski aktor
  - Yang Zhaoxuan, chińska tenisistka
- 12 lutego:
  - Kent-Are Antonsen, norweski piłkarz
  - Danellys Dutil, kubańska lekkoatletka, skoczkini wzwyż
  - Krzysztof Procajło, polski muzyk, dyrygent, aranżer, konferansjer
- 13 lutego:
  - Marsel Efroimski, izraelska szachistka
  - Bård Finne, norweski piłkarz
  - Béryl Gastaldello, francuska pływaczka
  - Lia Neal, amerykańska pływaczka
  - Maria Wierzbowska, polska wioślarka
- 14 lutego:
  - Charlotte Bonnet, francuska pływaczka
  - Anatolij Gołyszew, rosyjski hokeista
  - Izabella Krzan, polska modelka, zdobywczyni tytułu Miss Polonia
- 15 lutego:
  - Danutė Domikaitytė, litewska zapaśniczka
  - Markel Etxeberria, hiszpański piłkarz narodowości baskijskiej
  - Megan Thee Stallion, amerykańska raperka
  - Piotr Pandura, polski koszykarz
- 16 lutego:
  - Nikolina Babić, bośniacka koszykarka
  - Davide Cesarini, sanmaryński piłkarz
  - Denzel Curry, amerykański raper, autor tekstów
  - Katy Dunne, brytyjska tenisistka
  - Władimir Fiedosiejew, rosyjski szachista
  - Jānis Ikaunieks, łotewski piłkarz
  - Liu Libin, chiński siatkarz
  - Carina Witthöft, niemiecka tenisistka
- 17 lutego:
  - Piotr Brożyna, polski kolarz szosowy
  - Marvin da Graça, luksemburski piłkarz pochodzenia kabowerdyjskiego
  - Madison Keys, amerykańska tenisistka
- 18 lutego:
  - Nathan Aké, holenderski piłkarz
  - Samantha Crawford, amerykańska tenisistka
  - Rúnar Alex Rúnarsson, islandzki piłkarz, bramkarz
- 19 lutego:
  - Mikkel Desler, duński piłkarz
  - Nikola Jokić, serbski koszykarz
  - Marcus Monsen, norweski narciarz alpejski
  - Adam Pecháček, czeski koszykarz
  - Daly Santana, portorykańska siatkarka
- 20 lutego:
  - Miłana Dadaszewa, rosyjska zapaśniczka
  - Simon Maurberger, włoski narciarz alpejski
- 21 lutego:
  - Pablo Aguilar, gwatemalski piłkarz
  - Jalen Hayes, amerykański koszykarz
  - Clara Klingenström, szwedzka piosenkarka
  - Wiktor Kułakow, rosyjski żużlowiec
  - Sebastian Rudol, polski piłkarz
- 22 lutego – Devonte’ Graham, amerykański koszykarz
- 23 lutego:
  - Valarie Allman, amerykańska lekkoatletka, dyskobolka
  - Doris Bačić, chorwacka piłkarka, bramkarka
  - Monika Naczk, polska koszykarka
  - Gabriele dos Santos, brazylijska lekkoatletka, trójskoczkini
  - Andrew Wiggins, kanadyjski koszykarz
- 24 lutego:
  - Tyler Bertuzzi, kanadyjski hokeista
  - Jessica Calalang, amerykańska łyżwiarka figurowa
  - Sücheegijn Cerenczimed, mongolska zapaśniczka
  - Luca Ghiotto, włoski kierowca wyścigowy
  - Stephanie Mavunga, amerykańska koszykarka pochodzenia zimbabwejskiego
  - Jacob Murphy, angielski piłkarz
  - Josh Murphy, angielski piłkarz
  - Elena Andreea Taloș, rumuńska lekkoatletka, trójskoczkini
- 25 lutego:
  - Ksienija Dudkina, rosyjska gimnastyczka artystyczna
  - Karen Grigorian, ormiański szachista
  - Mario Hezonja, chorwacki koszykarz
  - Piotr Kuczera, polski judoka
  - Francesca Michielin, włoska piosenkarka
  - Magdalena Sochoń, polska lekkoatletka, wieloboistka
  - Wiktorija Tomowa, bułgarska tenisistka
  - Jonathan Williams, amerykański koszykarz
- 27 lutego:
  - Djigui Diarra, malijski piłkarz, bramkarz
  - John Filippi, francuski kierowca wyścigowy
  - Sergej Milinković-Savić, serbski piłkarz
  - Mirazizbek Mirzaxalilov, uzbecki bokser
  - Kōsuke Nakamura, japoński piłkarz, bramkarz
  - Agnieszka Niedźwiedź, polska zawodniczka MMA
  - Tomáš Souček, czeski piłkarz
- 28 lutego:
  - Lauren Carlini, amerykańska siatkarka
  - Javier Muñoz, hiszpański piłkarz
  - Lauren Quigley, brytyjska pływaczka
  - Quinn Shephard, amerykańska aktorka, reżyserka, scenarzystka i producentka filmowa
- 2 marca:
  - Ane Appelkvist Stenseth, norweska biegaczka narciarska
  - Mats Møller Dæhli, norweski piłkarz
  - Jenna Laukkanen, fińska pływaczka
  - Jonny O’Mara, brytyjski tenisistka
  - Mike Ott, filipiński piłkarz
  - Anna Pałys, polska lekkoatletka, sprinterka
- 3 marca:
  - Josip Ćorluka, bośniacki piłkarz
  - J’den Cox, amerykański zapaśnik
  - Bryan Cristante, włoski piłkarz
  - Josh Hart, amerykański koszykarz
  - Yelizaveta Səmədova, azerska siatkarka
- 4 marca:
  - Malin Aune, norweska piłkarka ręczna
  - Magdalena Czyszczoń, polska łyżwiarka szybka
  - Laura Gauché, francuska narciarka alpejska
  - Chlöe Howl, brytyjska piosenkarka, autorka tekstów
  - Max Litchfield, brytyjski pływak
  - Walerij Niczuszkin, rosyjski hokeista
  - Żaneta Rerutko, polska judoczka
  - Mallory Velte, amerykańska zapaśniczka
- 5 marca:
  - Kendall Baisden, amerykańska lekkoatletka, sprinterka
  - Diamond DeShields, amerykańska koszykarka
  - Mouez Hassen, francuski piłkarz, bramkarz
  - Bence Mervó, węgierski piłkarz
  - Gastón Silva, urugwajski piłkarz
- 6 marca:
  - Navjeet Kaur Dhillon, indyjska lekkoatletka, dyskobolka
  - Marta Ciesiulewicz, polska siatkarka
  - Aminu Umar, nigeryjski piłkarz
- 7 marca:
  - Urša Bogataj, słoweńska skoczkini narciarska
  - Alberto Grassi, włoski piłkarz
  - Haley Lu Richardson, amerykańska aktorka
  - Devin Robinson, amerykański koszykarz
  - Gabriele Rossetti, włoski strzelec sportowy
  - Vahit Emre Savaş, turecki siatkarz
- 8 marca:
  - Keita Baldé Diao, senegalski piłkarz
  - Luca Brecel, belgijski snookerzysta
  - Konrad Formela, polski siatkarz
  - Marko Gudurić, serbski koszykarz
  - Jamie Loeb, amerykańska tenisistka
  - Elmir Nabiullin, rosyjski piłkarz
  - Isaiah Whitehead, amerykański koszykarz
- 10 marca:
  - Naa Anang, australijska lekkoatletka, skoczkini w dal
  - Domingos Duarte, portugalski piłkarz
  - Iryna Heraszczenko, ukraińska lekkoatletka, skoczkini wzwyż
  - Zach LaVine, amerykański koszykarz
  - Siergiej Mozgow, rosyjski łyżwiarz figurowy
  - Aaliyah Telesford, lekkoatletka z Trynidadu i Tobago, sprinterka
- 11 marca:
  - Domenic Abounader, libański zapaśnik
  - Katarzyna Kociołek, polska siatkarka plażowa
- 12 marca – Michael Łuba, polski hokeista, bramkarz
- 13 marca:
  - Jang Su-jeong, południowokoreańska tenisistka
  - Władisław Kurasow, białorusko-rosyjski piosenkarz
  - Maryse Luzolo, niemiecka lekkoatletka, skoczkini w dal
  - Nozomi Okuhara, japońska badmintonistka
  - Mikaela Shiffrin, amerykańska narciarka alpejska
  - Carlos Small, panamski piłkarz
  - Jan Carlos Vargas, panamski piłkarz
  - Anna Wiachiriewa, rosyjska piłkarka ręczna
- 14 marca:
  - Małgorzata Jasek, polska siatkarka
  - Sanja Mandić, serbska koszykarka
- 15 marca:
  - Quanesha Burks, amerykańska lekkoatletka, skoczkini w dal
  - Kaela Davis, amerykańska koszykarka
  - Jarosław Niezgoda, polski piłkarz
  - Jabari Parker, amerykański koszykarz
  - Moritz Reichert, niemiecki siatkarz
  - Jéssica Rivero, hiszpańska siatkarka pochodzenia kubańskiego
- 16 marca – Marie Benoît, belgijska tenisistka
- 17 marca:
  - Ijeoma Ajemba, amerykańska koszykarka
  - Guillermo Cotugno, urugwajski piłkarz
  - Nikola Dudášová, słowacka koszykarka
  - Moris Kwitiełaszwili, gruziński łyżwiarz figurowy
  - Taylor McKeown, australijska pływaczka
  - Claressa Shields, amerykańska pięściarka
- 18 marca:
  - Irina Bara, rumuńska tenisistka
  - Antonio Barreca, włoski piłkarz
  - Julia Goldani Telles, amerykańska aktorka pochodzenia brazylijskiego
  - Pierluigi Gollini, włoski piłkarz, bramkarz
  - Tibor Halilović, chorwacki piłkarz
  - Gracjan Horoszkiewicz, polski piłkarz
- 19 marca:
  - Héctor Bellerín, hiszpański piłkarz
  - Donte Grantham, amerykański koszykarz
  - Tamara Smbatian, ukraińska piłkarka ręczna
  - Thomas Strakosha, albański piłkarz, bramkarz
- 20 marca:
  - Lindsay Allen, amerykańska koszykarka
  - Wiktorija Bobewa, bułgarska zapaśniczka
  - Milica Kubura, serbska siatkarka
  - Shamier Little, amerykańska lekkoatletka, płotkarka i sprinterka
  - Artur Szalpuk, polski siatkarz
  - Saša Zdjelar, serbski piłkarz
- 21 marca:
  - Briana Day, amerykańska koszykarka
  - Đorđe Kaplanović, serbski koszykarz
  - Sonia Mietielica, polska aktorka
- 22 marca:
  - Anna Brożek, polska wspinaczka sportowa
  - Dienis Dawydow, rosyjski piłkarz
  - Georg Egger, niemiecki kolarz górski
  - Isaac Hayden, angielski piłkarz
  - Nick Robinson, amerykański aktor
- 23 marca:
  - Michael Cherry, amerykański lekkoatleta, sprinter
  - Ester Ledecká, czeska snowboardzistka, narciarka alpejska
  - Jan Lisiecki, kanadyjski pianista pochodzenia polskiego
  - Ozan Tufan, turecki piłkarz
- 24 marca – Loungo Matlhaku, botswańska lekkoatletka, sprinterka
- 25 marca:
  - Gerrit Holtmann, niemiecki piłkarz
  - Irina Kaziulina, kazachska zapaśniczka
  - Abdullah Qazi, pakistański piłkarz
  - Elias Tollinger, austriacki skoczek narciarski
- 27 marca:
  - Mac Bohonnon, amerykański narciarz dowolny
  - Te Atawhai Hudson-Wihongi, nowozelandzki piłkarz
  - John-Henry Krueger, amerykański łyżwiarz szybki, specjalista short tracku
  - Bill Tuiloma, nowozelandzki piłkarz pochodzenia samoańskiego
  - Zawur Ugujew, rosyjski zapaśnik
- 28 marca:
  - Sakura Doi, japońska siatkarka
  - Jonathan Drouin, kanadyjski hokeista
  - Martyna Grajber, polska siatkarka
  - Justin Jackson, amerykański koszykarz
  - Łukasz Licznerski, polski szachista
  - Josh Morrissey, kanadyjski hokeista
  - Killian Peier, szwajcarski skoczek narciarski
  - Magdalena Szajtauer, polska koszykarka
- 29 marca:
  - Kamila Ciba, polska lekkoatletka, sprinterka
  - Kay Felder, amerykański koszykarz
  - Amy Fraser, kanadyjska narciarka dowolna
  - Gunnar Vatnhamar, farerski piłkarz
- 30 marca:
  - Hidde Boswinkel, holenderski siatkarz
  - Klaudia Muchlada, polska lekkoatletka, wieloboistka
  - Arthur Szwarc, kanadyjski siatkarz pochodzenia polskiego
- 31 marca:
  - Bohdan Błyzniuk, ukraiński koszykarz
  - Amar Alibegović, bośniacki koszykarz, posiadający także włoskie obywatelstwo
  - Jesica Fitriana, indonezyjska modelka, aktorka
  - Mourad Laachraoui, belgijski taekwondzista pochodzenia marokańskiego
  - Anna Magnusson, szwedzka biathlonistka
  - Anna Márton, węgierska szablistka
  - Jakub Motylewski, polski koszykarz
  - Angelika Stankiewicz, polska koszykarka
- 1 kwietnia:
  - Dmitrij Jefriemow, rosyjski piłkarz
  - Julie Oliveira Souza, francuska siatkarka
- 2 kwietnia
  - Jakub Arak, polski piłkarz
  - Tetiana Melnyk, ukraińska lekkoatletka, sprinterka i płotkarka
  - Maciej Urbańczyk, polski piłkarz
- 3 kwietnia:
  - Sara Balzer, francuska szablistka
  - Cristian Espinoza, argentyński piłkarz
  - Paweł Gąsiorek, polski piłkarz ręczny
  - Alexandra Holston, amerykańska siatkarka
  - Kodi Justice, amerykański koszykarz
  - Adrien Rabiot, francuski piłkarz
  - Andrea Vötter, włoska saneczkarka
  - Derrick Walton, amerykański koszykarz
  - William, brazylijski piłkarz
- 4 kwietnia:
  - Dmitrij Bałandin, kazachski pływak
  - Denis Godla, słowacki hokeista, bramkarz
  - Samar Amir Ibrahim Hamza, egipski zapaśnik
  - Mariusz Malec, polski piłkarz
  - Yairo Moreno, kolumbijski piłkarz
  - Władisław Polaszow, rosyjski gimnastyk
  - Barbora Štefková, czeska tenisistka
  - Walace, brazylijski piłkarz
- 5 kwietnia:
  - Enna Hassinen, fińska lekkoatletka, tyczkarka
  - Bo Horvat, kanadyjski hokeista
  - Wiktor Mrówczyński, polski judoka
  - Sei Muroya, japoński piłkarz
  - Hleb Rassadkin, białoruski piłkarz
  - Zofia Wichłacz, polska aktorka
- 6 kwietnia:
  - Katherine Hughes, amerykańska aktorka
  - Antoinette de Jong, holenderska łyżwiarka szybka
  - Darja Lebieszewa, białoruska tenisistka
  - Sebastiano Milan, włoski siatkarz
  - Ni Yuanyuan, chińska lekkoatletka, chodziarka
- 7 kwietnia:
  - Alaina Coates, amerykańska koszykarka
  - Paweł Dzierżak, polski koszykarz
  - Anna Kantane, polska szachistka
- 9 kwietnia:
  - Böðvar Böðvarsson, islandzki piłkarz
  - Jemerrio Jones, amerykański koszykarz
  - Monika Kobylińska, polska piłkarka ręczna
- 10 kwietnia:
  - Oliver Bjorkstrand, duński hokeista
  - Sory Kaba, gwinejski piłkarz
  - Kinga Zbylut, polska biathlonistka
- 11 kwietnia:
  - Annika Drazek, niemiecka bobsleistka
  - Sycerika McMahon, irlandzka pływaczka
  - Thomas Muirhead, szkocki curler
  - Kamer Qaka, albański piłkarz
- 12 kwietnia:
  - Jennifer Brady, amerykańska tenisistka
  - Przemysław Frankowski, polski piłkarz
  - Justin Robinson, amerykański koszykarz
  - Bartosz Zmarzlik, polski żużlowiec
- 14 kwietnia:
  - Karol Behrendt, polski siatkarz
  - Dominic Buczkowski-Wojtaszek, polski perkusista, pianista, basista, kompozytor, autor tekstów, producent muzyczny, członek zespołu Young Stadium Club
  - Niklas Stark, niemiecki piłkarz
  - Wang Juan, chińska zapaśniczka
- 15 kwietnia:
  - Cody Christian, amerykański aktor
  - Feyonda Fitzgerald, amerykańska koszykarka
  - Eliot Gashi, luksemburski piłkarz
  - Anastasija Krajduba, ukraińska siatkarka
  - Chiaka Ogbogu, amerykańska siatkarka
- 16 kwietnia:
  - Ramy Bensebaini, algierski piłkarz
  - Adrianna Janowicz, polska lekkoatletka, sprinterka
  - Daria Zabawska, polska lekkoatletka, dyskobolka
  - Nikita Zadorow, rosyjski hokeista
- 17 kwietnia:
  - Pawieł Buczniewicz, rosyjski hokeista
  - Will Hughes, angielski piłkarz
  - Kim Hyon-gyong, północnokoreańska zapaśniczka
  - Paul Litowsky, amerykański aktor
  - Clark Smith, amerykański pływak
  - Patrick Streitler, austriacki skoczek narciarski
- 18 kwietnia:
  - Brittany Brown, amerykańska lekkoatletka, sprinterka
  - Virginia Gardner, amerykańska aktorka, modelka
  - Lee Seung-yun, południowokoreański łucznik
  - Divock Origi, belgijski piłkarz pochodzenia kongijskiego
  - Jurij Tkaczuk, ukraiński piłkarz
- 19 kwietnia:
  - Susanna Forsström, fińska skoczkini narciarska
  - Carlos Gruezo, ekwadorski piłkarz
  - Marta Kobecka, polska pięcioboistka nowoczesna
  - Juuse Saros, fiński hokeista, bramkarz
  - Leah Smith, amerykańska pływaczka
- 20 kwietnia:
  - Patryk Kun, polski piłkarz
  - Irina Nowikowa, rosyjska pływaczka
  - Eduard Sobol, ukraiński piłkarz
  - Natalia Szroeder, polska piosenkarka, autorka tekstów
- 21 kwietnia – Eva de Dominici, argentyńska aktorka, modelka
- 22 kwietnia:
  - Akela Jones, barbadoska wszechstronna lekkoatletka
  - Jan Kulmaczewski, polski lekkoatleta, trójskoczek
  - Radziwon Miskiewicz, białoruski siatkarz
  - Victoria Rodríguez, meksykańska tenisistka
  - Vamara Sanogo, francuski piłkarz pochodzenia iworyjskiego
- 23 kwietnia:
  - Welizar Czernokożew, bułgarski siatkarz
  - Gigi Hadid, amerykańska modelka pochodzenia palestyńsko-holenderskiego
  - ReTo, polski raper, autor tekstów
  - Shakima Wimbley, amerykańska lekkoatletka, sprinterka
- 24 kwietnia:
  - Axel Chapelle, francuski lekkoatleta, tyczkarz
  - Kehlani, amerykańska piosenkarka, autorka tekstów
  - Bartosz Nastaj, polski piłkarz ręczny
- 25 kwietnia:
  - Jaime Báez, urugwajski piłkarz
  - Georgijs Osokins, łotewski pianista
  - Karolina Siewastjanowa, rosyjska gimnastyczka artystyczna
- 26 kwietnia – Tilbe Şenyürek, turecka koszykarka
- 28 kwietnia:
  - Anastassia Angioi, włoska lekkoatletka, skoczkini w dal
  - Connor Clifton, amerykański hokeista
  - Andrea Mitchell D’Arrigo, włoski pływak
  - Melanie Martinez, amerykańska piosenkarka, autorka tekstów, reżyserka teledysków, fotografka pochodzenia portorykańsko-dominikańskiego
- 29 kwietnia:
  - Borisław Conew, bułgarski piłkarz
  - Dawid Kort, polski piłkarz
  - Rivaldinho, brazylijski piłkarz
  - Wiktorija Sinicyna, rosyjska łyżwiarka figurowa
  - Aleksandra Skraba, polska aktorka
- 1 maja – Josh Andres Rivera, amerykański aktor
- 2 maja:
  - Black Smurf, amerykański raper, autor tekstów
  - Zakiya Saunders, amerykańska koszykarka
  - Wang Xindi, chiński narciarz dowolny
- 3 maja:
  - Gina Bass, gambijska lekkoatletka, sprinterka
  - Iwan Bukawszyn, rosyjski szachista (zm. 2016)
  - Nadica Dragutinović, serbska siatkarka
  - Anwar El Ghazi, holenderski piłkarz pochodzenia marokańskiego
  - Senbere Teferi, etiopska lekkoatletka, biegaczka średnio- i długodystansowa
- 4 maja:
  - Raibu Katayama, japoński snowboardzista
  - Alex Lawther, brytyjski aktor
  - Johnathan Motley, amerykański koszykarz
  - Julia Twardowska, polska siatkarka
- 5 maja – Katherine Stewart-Jones, kanadyjska biegaczka narciarska
- 6 maja
  - Darja Masłowa, kirgiska lekkoatletka, biegaczka długodystansowa
  - Lucija Mlinar, chorwacka siatkarka
- 7 maja:
  - Seko Fofana, francuski piłkarz pochodzenia iworyjskiego
  - Emma Giegżno, polska aktorka
  - Fred Kerley, amerykański lekkoatketa, sprinter
  - Kevin O’Connor, irlandzki piłkarz
- 8 maja – Adam Brenk, polski koszykarz
- 9 maja:
  - Alemitu Heroye, etiopska lekkoatletka, biegaczka
  - Ami Kondo, japońska judoczka
  - Timothé Luwawu-Cabarrot, francuski koszykarz
  - Wang Jingbin, chiński piłkarz
- 10 maja:
  - Antonela Fortuna, argentyńska siatkarka
  - Melissa Franklin, amerykańska pływaczka
  - Jauhien Jabłonski, białoruski piłkarz
  - Stéphane Lambese, haitański piłkarz
  - Tena Lukas, chorwacka tenisistka
  - Gabriella Papadakis, francuska łyżwiarka figurowa
  - Karlie Samuelson, amerykańska koszykarka
  - Nedim Buza, bośniacki koszykarz
- 11 maja:
  - Szira Has, izraelska aktorka
  - Jovita Jankelaitytė, litewska aktorka pochodzenia polskiego
  - Gelson Martins, portugalski piłkarz pochodzenia kabowerdyjskiego
  - Kiriłł Rybakow, rosyjski piłkarz
  - Muhammad as-Sadawi, tunezyjski zapaśnik
  - Lorenzo Sonego, włoski tenisista
  - Sachia Vickery, amerykańska tenisistka
- 12 maja:
  - Luke Benward, amerykański aktor
  - Irina Chromaczowa, rosyjska tenisistka
  - Kajetan Duszyński, polski lekkoatleta
  - Kenton Duty, amerykański aktor, piosenkarz
  - Tamara Korpatsch, niemiecka tenisistka
  - Mariusz Stępiński, polski piłkarz
  - Sawyer Sweeten, amerykański aktor (zm. 2015)
- 13 maja:
  - Zuzanna Chwadeczko, polska pływaczka
  - Ben Moore, amerykański koszykarz
- 15 maja:
  - Ksienija Sitnik, białoruska piosenkarka, laureatka 3. Konkursu Piosenki Eurowizji dla Dzieci.
  - George Sørensen, duński hokeista, bramkarz
  - Jakub Wolny, polski skoczek narciarski
- 17 maja
  - Kamil Adamski, polski piłkarz ręczny
  - Hayley Carter, amerykańska tenisistka
  - Irina Dobriagina, rosyjska aerobiczka
  - Kahlil Dukes, amerykański koszykarz
- 18 maja:
  - Jules Danilo, francuski motocyklista wyścigowy
  - Zurab Oczihawa, ukraiński piłkarz pochodzenia gruzińskiego
  - Jekatierina Selezniowa, rosyjska gimnastyczka artystyczna
  - Shatori Walker-Kimbrough, amerykańska koszykarka
- 19 maja:
  - Siłwana Czauszewa, bułgarska siatkarka
  - Berthe Etane, kameruńska zapaśniczka
  - Howhannes Gabuzjan, ormiański szachista
  - Álvaro Jiménez, hiszpański piłkarz
- 20 maja:
  - Paweł Dawidowicz, polski piłkarz
  - Wiaczesław Karawajew, rosyjski piłkarz
- 21 maja – Adrian Cyfer, polski żużlowiec
- 22 maja:
  - Lucy Bryan, brytyjska lekkoatletka, tyczkarka
  - Paul Gerstgraser, austriacki kombinator norweski
  - Johnathan Williams, amerykański koszykarz
- 24 maja:
  - Józef Wacław z Liechtensteinu, najstarszy syn następcy tronu Liechtensteinu, księcia Aloisa
  - Branimir Cipetić, bośniacki piłkarz pochodzenia chorwackiego
- 25 maja:
  - Natalja Antonowa, rosyjska kolarka torowa
  - José Gayà, hiszpański piłkarz
  - Madeline Groves, australijska pływaczka
  - Eva Murati, albańska aktorka, modelka, prezenterka telewizyjna
  - Dmitrij Wołkow, rosyjski siatkarz
- 28 maja – Leticia Romero, hiszpańska koszykarka
- 29 maja – Wang Na, chińska lekkoatletka, chodziarka
- 30 maja:
  - Madisyn Cox, amerykańska pływaczka
  - Baha’ Faisal, jordański piłkarz
  - Oh Hye-soo, południowokoreańska aktorka
- 31 maja – Kōki Anzai, japoński piłkarz
- 1 czerwca:
  - Burhan Akbudak, turecki zapaśnik
  - Guo Tianqian, chińska lekkoatletka, kulomiotka
  - Mahmoud Hamdy, egipski piłkarz
  - Matej Sarajlić, chorwacki piłkarz ręczny
- 2 czerwca:
  - Laslo Đere, serbski tenisista pochodzenia węgierskiego
  - Saša Planinšec, słoweńska siatkarka
  - Marcelina Witek, polska lekkoatletka, oszczepniczka
- 4 czerwca:
  - Rashida Ellis, amerykańska pięściarka
  - Li Jingyu, chińska lekkoatletka, trójskoczkini
  - Osmany Uriarte Mestre, kubański siatkarz
- 5 czerwca – J.P. Macura, amerykański koszykarz
- 6 czerwca:
  - Fəridə Əzizova, azerska zawodniczka taekwondo
  - Julian Green, amerykański piłkarz
  - Štefan Hadalin, słoweński narciarz alpejski
  - Masato Sakai, japoński pływak
- 8 czerwca:
  - Jean Butez, francuski piłkarz
  - Ferland Mendy, francuski piłkarz pochodzenia senegalskiego
- 10 czerwca:
  - Charlotte Bankes, brytyjsko-francuska snowboardzistka
  - Kristi Qose, albański piłkarz
- 11 czerwca:
  - Daniel Cataraga, mołdawski zapaśnik
  - Nia Coffey, amerykańska koszykarka
  - Muslim Jewłojew, rosyjski zapaśnik (zm. 2020)
  - Dawid Keltjens, izraelski piłkarz
  - Gastón Pereiro, urugwajski piłkarz
  - Davon Reed, amerykański koszykarz
  - Jai Williams, amerykański koszykarz
- 12 czerwca:
  - Jessica Brouillette, kanadyjska zapaśniczka
  - Ezgi Dilik, turecka siatkarka
  - Cristhian Rivas, ekwadorski zapaśnik
  - Alejandra Romero, meksykańska zapaśniczka
- 13 czerwca:
  - Dostonbek Tursunov, uzbecki piłkarz
  - Petra Vlhová, słowacka narciarka alpejska
- 14 czerwca:
  - Krzysztof Iwaneczko, polski muzyk
  - Vincent Rabiega, polski piłkarz
  - Kendell Williams, amerykańska lekkoatletka, wieloboistka
- 15 czerwca:
  - Erick Gutiérrez, meksykański piłkarz
  - Jegor Kluka, rosyjski siatkarz pochodzenia białoruskiego
  - Tahnee Seagrave, brytyjska kolarka górska
  - Kōsei Tanaka, japoński bokser
- 16 czerwca:
  - Ismail H’Maidat, marokański piłkarz
  - Siergiej Jemielin, rosyjski zapaśnik
  - Joseph Schooling, singapurski pływak
  - Damian Szymański, polski piłkarz
  - Hannes Wagner, niemiecki zapaśnik
  - Sydney Wiese, amerykańska koszykarka
- 18 czerwca:
  - Habib Diallo, senegalski piłkarz
  - Mario Hermoso, hiszpański piłkarz
  - Kamiła Kierimbajewa, kazachska tenisistka
  - Ajcharaporn Kongyot, tajska siatkarka
  - Maksim Kowtun, rosyjski łyżwiarz figurowy
  - Tash Sultana, australijska piosenkarka, instrumentalistka, kompozytorka pochodzenia maltańskiego
- 19 czerwca – Blake Woodruff, amerykański aktor
- 20 czerwca:
  - Alexis Peterson, amerykańska koszykarka
  - Krzysztof Drzazga, polski piłkarz
  - Gerson Rodrigues, luksemburski piłkarz pochodzenia portugalskiego
  - Geraldine Viswanathan, australijska aktorka
  - Carol Zhao, kanadyjska tenisistka pochodzenia chińskiego
- 21 czerwca:
  - Pawieł Kriwcow, rosyjski zapaśnik
  - Hannah Tapp, amerykańska siatkarka
  - Paige Tapp, amerykańska siatkarka
  - Oscar Wester, szwedzki narciarz dowolny
- 22 czerwca:
  - Elia Benedettini, sanmaryński piłkarz, bramkarz
  - Ádám Borbély, węgierski piłkarz ręczny, bramkarz
  - Sara Kolak, chorwacka lekkoatletka, oszczepniczka
- 23 czerwca:
  - David Antón Guijarro, hiszpański szachista
  - Hao Yun, chiński pływak
  - Danna Paola, meksykańska aktorka, piosenkarka, modelka
  - Paweł Przedpełski, polski żużlowiec
  - Sabri, indonezyjski wspinacz sportowy
  - Braxton Stone, kanadyjska zapaśniczka
  - John Swift, angielski piłkarz
  - Kristopher Vida, węgierski piłkarz
- 25 czerwca – Maris Below, amerykańska siatkarka
- 27 czerwca – Kinga Grześków, polska akrobatka
- 28 czerwca – Clayton Custer, amerykański koszykarz
- 29 czerwca – Nicholas Latifi, kanadyjski kierowca wyścigowy
- 30 czerwca:
  - Tariq Owens, amerykański koszykarz
  - Allie Kiick, amerykańska tenisistka
  - Pamela Soriano, dominikańska siatkarka
  - Andrzej Stękała, polski skoczek narciarski
- 1 lipca – Krzysztof Piątek, polski piłkarz
- 3 lipca:
  - Przemysław Żołnierewicz, polski koszykarz
  - Mike Maignan, francuski piłkarz
- 4 lipca – Johann André Forfang, norweski skoczek narciarski
- 5 lipca:
  - Karolina Kochaniak, polska piłkarka ręczna
  - Pusarla Venkata Sindhu, indyjska badmintonistka
- 6 lipca – Samuele Campo, szwajcarski piłkarz pochodzenia włoskiego
- 7 lipca:
  - Devon Hall, amerykański koszykarz
  - Anna Pachurina, rosyjska koszykarka
  - Monika Sobieszek, polska wioślarka
- 9 lipca – Georgie Henley, brytyjska aktorka
- 10 lipca:
  - Trayvon Bromell, amerykański lekkoatleta, sprinter
  - Anton Czyczkan, białoruski piłkarz
  - Ada Hegerberg, norweska piłkarka
  - Simranjit Kaur, indyjska pięściarka
- 11 lipca:
  - Nikita Chajkin, rosyjski piłkarz
  - Émilien Jacquelin, francuski biathlonista
  - Dakota Mathias, amerykański koszykarz
  - Alina Striemous, mołdawska biathlonistka
- 12 lipca – Amandine Buchard, francuska judoczka
- 13 lipca:
  - Dante Exum, australijski koszykarz
  - Elise Malmberg, szwedzka lekkoatletka, sprinterka
  - Maja Pelczarska, polska siatkarka
- 17 lipca – Jordin Canada, amerykańska koszykarka
- 18 lipca – Maryna Bech-Romanczuk, ukraińska lekkoatletka, skoczkini w dal
- 19 lipca:
  - Marija Pasieka, rosyjska gimnastyczka
  - Romee Strijd, holenderska modelka
- 20 lipca:
  - Anżalika Barysiewicz, białoruska siatkarka
  - Lee Ya-hsuan, tajwańska tenisistka
- 22 lipca:
  - Anežka Drahotová, czeska lekkoatletka, chodziarka
  - Eliška Drahotová, czeska lekkoatletka, chodziarka
  - Marília Mendonça, brazylijska piosenkarka (zm. 2021)
- 24 lipca:
  - Donata Kilijańska, polska pływaczka
  - Kyle Kuzma, amerykański koszykarz
- 25 lipca – Maria Sakari, grecka tenisistka
- 26 lipca:
  - Katarzyna Zillmann, polska wioślarka
  - Petr Cornelie, francuski koszykarz, czeskiego pochodzenia
- 27 lipca:
  - Beyza Arıcı, turecka siatkarka
  - Agata Barwińska, polska żeglarka
  - Mercedes Russell, amerykańska koszykarka
- 28 lipca:
  - Loren Alfonso, azerski bokser
  - Sparkle Taylor, amerykańska koszykarka
- 30 lipca – Sarah Wilhite, amerykańska siatkarka
- 2 sierpnia:
  - Izabela da Silva, brazylijska lekkoatletka, miotaczka
  - Maja Simić, serbska siatkarka
- 3 sierpnia:
  - Kendrick Nunn, amerykański koszykarz
  - Wiktorija Kan, rosyjska tenisistka
  - Vojtěch Štursa, czeski skoczek narciarski
- 4 sierpnia – Nicholas Mattoon, amerykański skoczek narciarski
- 5 sierpnia:
  - Amy-Eloise Markovc, brytyjska lekkoatletka, biegaczka
  - Klaudia Wiśniowska, polska szachistka
- 6 sierpnia – Rebecca Peterson, szwedzka tenisistka
- 9 sierpnia – Lee Moore, amerykański koszykarz
- 11 sierpnia – Luca Vildoza, argentyński koszykarz
- 14 sierpnia – Léolia Jeanjean, francuska tenisistka
- 16 sierpnia – Joanna Kuryło, polska lekkoatletka, skoczkini w dal
- 17 sierpnia – Luke Petrasek, amerykański koszykarz
- 20 sierpnia – Anna Danilina, rosyjska tenisistka
- 21 sierpnia – Justyna Bojczuk, polska aktorka, piosenkarka
- 23 sierpnia:
  - Gabriela Lee, rumuńska tenisistka
  - Natalia Strózik, polska siatkarka
- 24 sierpnia:
  - Mats Søhagen Berggaard, norweski skoczek narciarski
  - Aneta Rygielska, polska bokserka
  - Noah Vonleh, amerykański koszykarz
  - Amelia Windsor, brytyjska arystokratka
- 25 sierpnia – Emanuel Terry, amerykański koszykarz
- 26 sierpnia:
  - Sahily Diago, kubańska lekkoatletka, biegaczka
  - Jekatierina Starygina, rosyjska lekkoatletka, oszczepniczka
  - Kamau Stokes, amerykański koszykarz
- 27 sierpnia:
  - Adam Örn Arnarson, islandzki piłkarz
  - Siergiej Sirotkin, rosyjski kierowca wyścigowy
  - Smolasty, polski piosenkarz, raper, producent muzyczny
- 28 sierpnia:
  - Anna Stencel, polska siatkarka
  - Andreas Wellinger, niemiecki skoczek narciarski
  - Marcel Barrington, gujański piłkarz pochodzenia angielskiego
- 29 sierpnia:
  - Magdalena Pałasz, polska skoczkini narciarska
  - Paris Bass, amerykański koszykarz
- 30 sierpnia – Sofia Ennaoui, polska lekkoatletka, biegaczka średnio- i długodystansowa
- 31 sierpnia – Magdalena Wasylik, polska aktorka
- 1 września – Ognjen Jaramaz, serbski koszykarz
- 5 września:
  - Lina Hurtig, szwedzka piłkarka
  - Kavita Lorenz, niemiecka łyżwiarka figurowa
  - Michał Sikorski, polski aktor
  - Caroline Sunshine, amerykańska aktorka, piosenkarka, tancerka
  - Anita Katarzyna Wiśniewska, polska poetka
- 11 września – Astra Sharma, australijska tenisistka
- 12 września – Vasilije Pušica, serbski koszykarz
- 13 września:
  - Daniel Amigo, amerykański koszykarz, posiadający także argentyńskie i meksykańskie obywatestwo
  - Weronika Kordowiecka, polska piłkarka ręczna, bramkarka
  - Kinga Szlachcic, polska pięściarka
- 15 września – Margaret Wambui, kenijska lekkoatletka, biegaczka średniodystansowa
- 16 września:
  - Natalia Maliszewska, polska łyżwiarka szybka
  - Aaron Gordon, amerykański koszykarz
  - Tevita Waranaivalu, fidżyjski piłkarz
- 17 września:
  - Tassadit Amer, algierska zapaśniczka
  - Dominik Hładun, polski piłkarz, bramkarz
- 19 września:
  - Cheridene Green, brytyjska koszykarka
  - Pia Jurhar, austriacka koszykarka
- 21 września:
  - Bruno Caboclo, brazylijski koszykarz
  - Krystyna Lemańczyk-Dobrzelak, polska wioślarka
- 22 września:
  - Haleigh Washington, amerykańska siatkarka
  - Weronika Telenga, polska koszykarka
- 23 września – Aimi Kobayashi, japońska pianistka
- 26 września:
  - Alexandra Botez, kanadyjsko-amerykańska szachistka i streamerka
- 27 września:
  - Michał Włodarczyk, polski aktor
  - Christian Wood, amerykański koszykarz
  - Tra Holder, amerykański koszykarz
- 28 września – Juan Hernangómez, hiszpański koszykarz
- 29 września:
  - Alice Matteucci, włoska tenisistka
  - Mathias Lessort, francuski koszykarz
- 2 października – Brooke McCarty-Williams, amerykańska koszykarka
- 3 października:
  - Jay Andrijic, australijski tenisista
  - Dragan Apić, serbski koszykarz
- 4 października – Mikolas Josef, czeski piosenkarz, reprezentant Czech w 63. Konkursie Piosenki Eurowizji
- 6 października – Kyōka Okamura, japońska tenisistka
- 8 października:
  - Grayson Allen, amerykański koszykarz
  - Ałła Belinśka, ukraińska zapaśniczka
- 10 października – Ellen Perez, australijska tenisistka
- 11 października:
  - Aleksandra Jarecka, polska szpadzistka
  - Igor Sapała, polski piłkarz
  - Pilar Marie Victoria, portorykańska siatkarka
- 12 października – Zane Waterman, amerykański koszykarz
- 13 października – Veronika Trnková, czeska siatkarka
- 20 października:
  - Irina Woronkowa, rosyjska siatkarka
  - Sigrid Koizar, austriacka koszykarka
- 21 października:
  - Dariusz Formella, polski piłkarz
  - Nana Foulland, amerykański koszykarz
  - Yulimar Rojas, wenezuelska lekkoatletka, trójskoczkini, skoczkini w dal i wzwyż
- 23 października – Agnes Tirop Chebet, kenijska lekkoatletyka specjalizująca się w biegach długich (zm. 2021)
- 25 października:
  - Jock Landale, australijski koszykarz
  - Conchita Campbell, amerykańska aktorka
  - Patrick McCaw, amerykański koszykarz
  - Daria, polska piosenkarka
- 26 października:
  - Malcolm Hill, amerykański koszykarz
  - Katarzyna Janiszewska, polska piłkarka ręczna
  - Celeste Plak, holenderska siatkarka
- 27 października – Dominik Depowski, polski siatkarz
- 28 października:
  - Magdalena Jurczyk, polska siatkarka
  - Jae’Sean Tate, amerykański koszykarz
- 29 października:
  - Ida Karstoft, duńska lekkoatletka, sprinterka
  - Vava, chińska raperka
- 30 października:
  - Andy Pessoa, amerykański aktor
  - Gadżymurad Raszydow, rosyjski zapaśnik pochodzenia dargijskiego
  - Sondre Sørli, norweski piłkarz
- 31 października – Mateo Arias, amerykański aktor
- 1 listopada – Joe Chealey, amerykański koszykarz
- 2 listopada:
  - Chloé Chevalier, francuska biathlonistka
  - Marta Ziółkowska, polska siatkarka
- 3 listopada – Kendall Jenner, amerykańska modelka
- 5 listopada – Shin Do-hyun, południowokoreańska aktorka i modelka
- 6 listopada – Génesis Romero, wenezuelska lekkoatletka, sprinterka i skoczkini w dal
- 7 listopada – Aleksandra Gaworska, polska lekkoatletka, sprinterka i płotkarka
- 10 listopada – Maryna Kyłypko, ukraińska lekkoatletka, tyczkarka
- 11 listopada – Yuriko Miyazaki, japońsko-brytyjska tenisistka
- 12 listopada:
  - Philipp Aschenwald, austriacki skoczek narciarski
  - Martyna Pyka, polska koszykarka
- 13 listopada – Stella Hudgens, amerykańska aktorka
- 14 listopada:
  - Iza Mlakar, słoweńska siatkarka
  - Admon Gilder, amerykański koszykarz
- 15 listopada:
  - Karl-Anthony Towns, amerykański koszykarz
  - Anna Załęczna, polska judoczka
- 16 listopada:
  - Cliff Alexander, amerykański koszykarz
  - Noah Gray-Cabey, amerykański aktor
  - Wojciech Czerlonko, polski koszykarz
- 17 listopada – Ernest John Obiena, filipiński lekkoatleta, tyczkarz
- 18 listopada – Adam Ruda, polski skoczek narciarski
- 19 listopada:
  - Abella Danger, amerykańska aktorka pornograficzna
  - Kacper Filipiak, polski snookerzysta, mistrz Polski w snookerze 2014
- 21 listopada:
  - Dora Grozer, niemiecka siatkarka
  - Dominika Muraszewska, polska lekkoatletka, sprinterka
- 22 listopada:
  - Quindarious Brown, amerykański koszykarz
  - Katherine McNamara, amerykańska aktorka
- 24 listopada – Jordan Woodard, amerykański koszykarz
- 26 listopada:
  - Martyna Byczkowska, polska aktorka
  - Devynne Charlton, bahamska lekkoatletka, sprinterka i płotkarka
- 28 listopada:
  - Tin Jedvaj, chorwacki piłkarz
  - Kanisha Jimenez, portorykańska siatkarka
  - Vic Law, amerykański koszykarz
  - Rasmus Rändvee, estoński piosenkarz
- 29 listopada – Laura Marano, amerykańska aktorka
- 30 listopada – Victoria Duval, amerykańska tenisistka
- 2 grudnia:
  - Anna Lewandowska, polska siatkarka
  - Ana Peleteiro-Compaoré, hiszpańska lekkoatletka, trójskoczkini
- 3 grudnia – Angèle, belgijska piosenkarka, autorka tekstów, pianistka, producentka płytowa, aktorka
- 4 grudnia – Dina Asher-Smith, brytyjska lekkoatletka, sprinterka
- 6 grudnia – Kiara Leslie, amerykańska koszykarka
- 7 grudnia – Werkuha Getachew, etiopska lekkoatletka, biegaczka średnio- i długodystansowa
- 9 grudnia – Simone Fontecchio, włoski koszykarz
- 12 grudnia:
  - Liu Fangzhou, chińska tenisistka
  - Daria Michalak, polska piłkarka ręczna
- 13 grudnia:
  - Emilee Anderson, amerykańska skoczkini narciarska
  - Aslı Kalaç, turecka siatkarka
  - Beata Pacut, polska judoczka
- 14 grudnia:
  - Paweł Halaba, polski siatkarz
  - Carlton Bragg, amerykański koszykarz
- 15 grudnia:
  - Jahlil Okafor, amerykański koszykarz
  - Justin Gray, amerykański koszykarz, posiadający także obywatelstwo Wysp Dziewiczych
- 16 grudnia – Ama Degbeon, niemiecka koszykarka
- 17 grudnia – Guerschon Yabusele, francuski koszykarz
- 18 grudnia:
  - Barbora Krejčíková, czeska tenisistka
  - Yekaterina Sarıyeva, azerska lekkoatletka, trójskoczkini
- 19 grudnia:
  - Gilda Casanova, kubańska lekkoatletka, sprinterka
  - Jerzy Twarowski, polski pływak
- 20 grudnia – Anžejs Pasečņiks, łotewski koszykarz
- 22 grudnia – Nadia Akpana Assa, norweska lekkoatletka, skoczkini w dal
- 24 grudnia:
  - Anett Kontaveit, estońska tenisistka
  - Phillip Sjøen, norweski skoczek narciarski
- 25 grudnia – Brandon Tabb, amerykański koszykarz
- 27 grudnia – Alona Szamotina, ukraińska lekkoatletka, młociarka
- 28 grudnia:
  - Brittany Abercrombie, amerykańska siatkarka
  - Agata Stępień, polska koszykarska
- 29 grudnia:
  - Ross Lynch, amerykański aktor, piosenkarz
  - Ana Pérez, hiszpańska judoczka
  - Kiriłł Prigoda, rosyjski pływak
  - Dominika Putto, polska kajakarka
- 30 grudnia – Valentin Chauvin, francuski biegacz narciarski
- 31 grudnia:
  - Anna Bączyńska, polska siatkarka
  - Gabrielle Douglas, amerykańska gimnastyczka

## Zdarzenia astronomiczne
- 15 kwietnia – zaćmienie Księżyca
- 29 kwietnia – obrączkowe zaćmienie Słońca
- 24 października – całkowite zaćmienie Słońca

## Nagrody Nobla
- z fizyki – Martin Perl, Frederick Reines
- z chemii – Paul Crutzen, Mario Molina, Sherwood Rowland
- z medycyny – Christiane Nuesslein-Volhard, Eric Wieschaus, Edward B. Lewis
- z literatury – Seamus Heaney
- nagroda pokojowa – Józef Rotblat i kierowany przez niego ruch Pugwash
- z ekonomii – Robert Lucas

## Święta ruchome
- Tłusty czwartek: 23 lutego
- Ostatki: 28 lutego
- Popielec: 1 marca
- Niedziela Palmowa: 9 kwietnia
- Wielki Czwartek: 13 kwietnia
- Pamiątka śmierci Jezusa Chrystusa: 14 kwietnia
- Wielki Piątek: 14 kwietnia
- Wielka Sobota: 15 kwietnia
- Wielkanoc: 16 kwietnia
- Poniedziałek Wielkanocny: 17 kwietnia
- Wniebowstąpienie Pańskie: 25 maja
- Zesłanie Ducha Świętego: 4 czerwca
- Boże Ciało: 15 czerwca